# Querrieu
Querrieu est une commune française située dans le département de la Somme, en région Hauts-de-France.

## Géographie

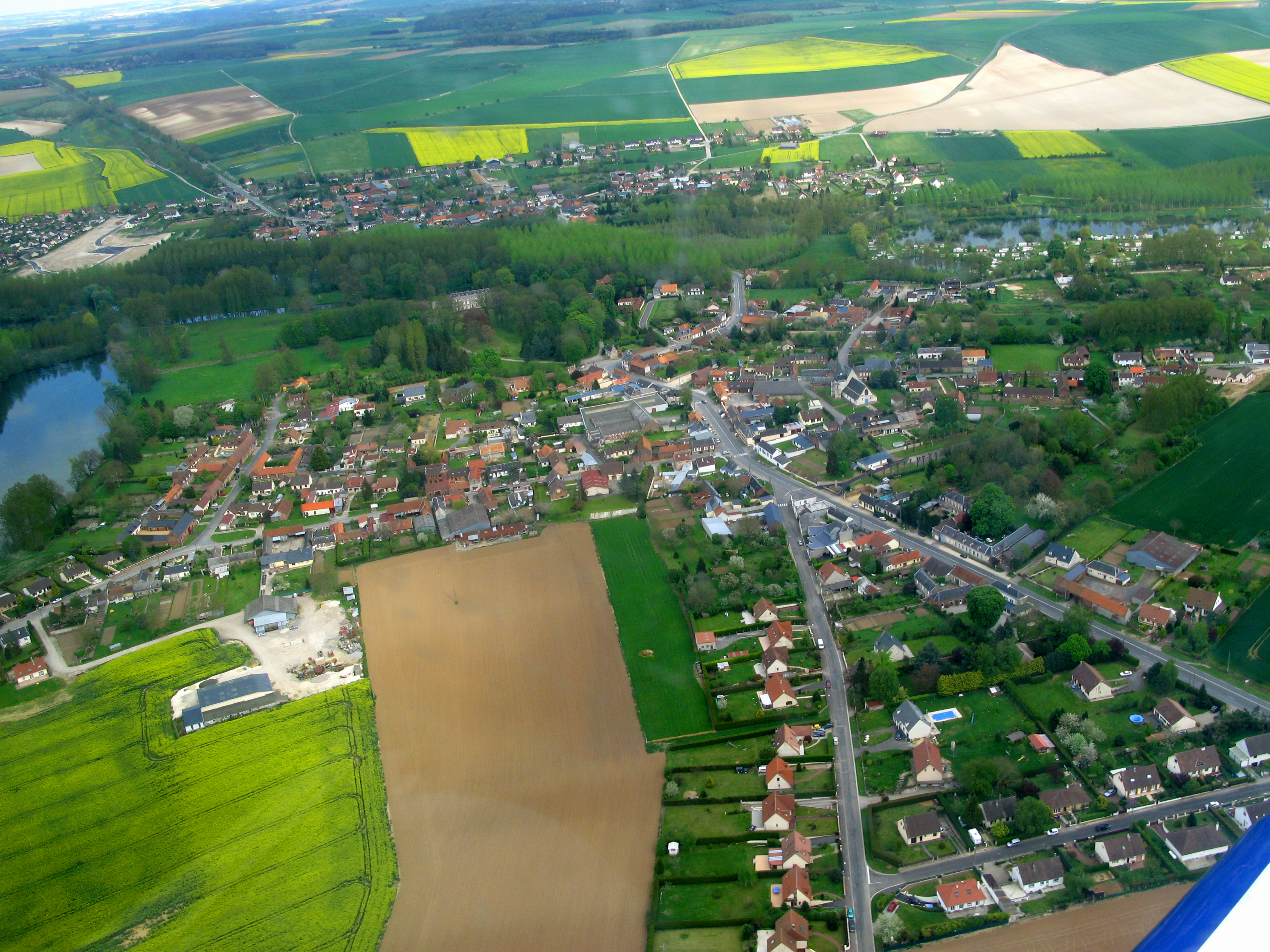
Vue aérienne du village.

### Localisation
Le territoire est bordé par les six communes de Saint-Gratien et de Fréchencourt au nord, de Pont-Noyelles à l'est, de Bussy-les-Daours et Camon au sud, d'Allonville à l'ouest.
Le territoire a la forme d'un trapèze irrégulier dont l'une des bases serait la rivière Hallue, coulant dans une tourbière formant une vallée qui la sépare du territoire de Pont-Noyelles. Du nord au sud, les marais de cette vallée, prennent les noms de : marais Madame, Grand marais et marais du Houillon. Il est limité à l'ouest et au nord par une ceinture de bois : bois de Querrieu, bois d'Allonville et bois de Saint-Gratien. Le plateau crayeux qui le constitue, est creusé par une série de dépressions formant des vallées sèches, dont le centre de rayonnement est le village. Une de ces dépressions, la plus importante, venant de Rainneville, au nord-ouest, aboutit au marais Madame. Une autre provient du bois de Querrieu, et aboutit au marais du Houillon.

### Géologie et relief
Sur le territoire de Querrieu, la masse crayeuse supérieure dite sénonienne affleure sur de nombreux points élevés. Elle est caractérisée par la présence de micraster et de silex noduleux. Les affleurements de la craie à micraster se présentent sous la forme de dénudation sur les pentes infléchies vers le sud, tandis que les mamelons dont l'axe est orienté au levant sont tapissés d'un épais manteau argileux. Cette craie marneuse fut longtemps utilisée pour le chaulage des sols. Sur les penchants nord et sud, on rencontre des blocs de craie magnésienne. Une couche limoneuse riche en oxyde de fer appelée bief affleure sur les pentes Est. Ce bief recouvre les dernières formations crayeuses, qu'elles soient horizontales ou creusées de cavités. Dans ce dernier cas, les silex sont disposés au fond et forment une couche de quinze à vingt centimètres. Dans ces poches, il n'est pas rare de trouver des coquillages à peau épaisse. Sur le plateau Nord, on trouve des témoins tertiaires : petits galets et silex à croûte verdâtre teintés par la glauconie, indices de la présence d'un lambeau de l'éocène supérieur,.

### Marais communaux

#### Consistance des marais

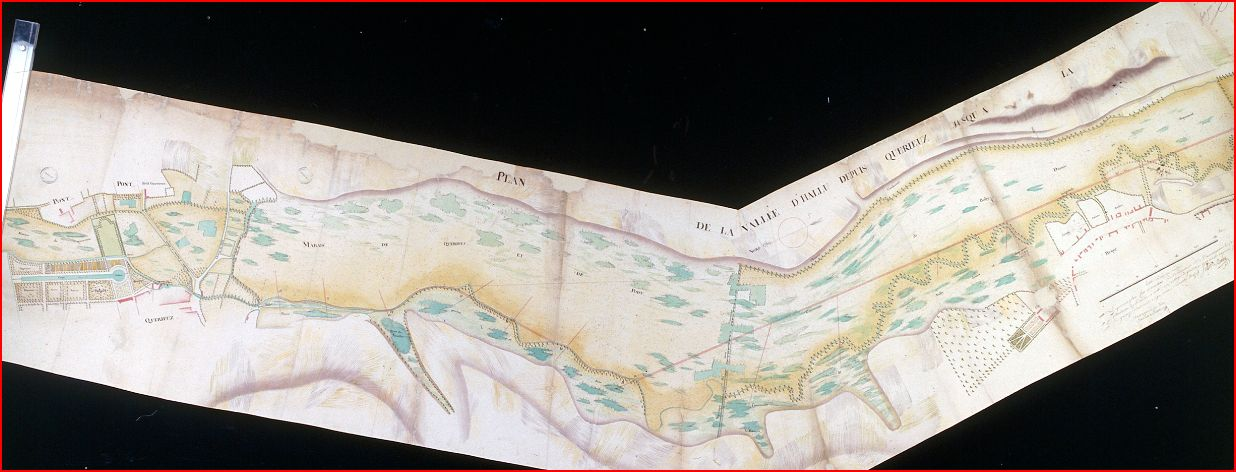
Vallée de l'Hallue de Querrieu à Bussy-lès-Daours.

Au XVIIIe siècle, les marais bordant la rivière Hallue entre les terroirs de Querrieu et Pont-Noyelles, avaient une étendue de 271 journaux. La partie s'étendant vers Fréchencourt comprenait 85 journaux et celle située vers Bussy, 186 journaux. Ces deux marais étaient séparés par l'ancien chemin bordé de parcelles privatives à usage de jardinage, qui du pont de l'Île conduisait au hameau de Noyelles.

#### Parties en présence
De temps immémoriaux, les riverains de Querrieu et de Pont avaient l'usage du pâturage et du fauchage de l'herbe à foin, dans ces prairies marécageuses.
À partir de l'époque féodale, les droits de seigneurie sur ces biens communaux ont été exercés par le seigneur de Querrieu.
Le seigneur abbé de l'abbaye Saint-Vaast d'Arras, qui avait la seigneurie foncière sur de larges parties des terres labourables de Pont, défendait les droits des habitants de Pont ; possédant également des terres sur le terroir de Querrieu, il était, pour l'ensemble, représenté par sa Maison de Pont-Querrieux.

#### Accords seigneuriaux, chartes 1289, 1318
L'objectif constant de la seigneurie de Querrieu, a été d'obtenir la propriété foncière sur l'ensemble des marais communaux.
Une charte datée du mois d'août 1289, concède l'usage des marais de Querrieu aux habitants dudit lieu, cette concession étant, en fait, un acte d'appropriation.
En avril 1315, le seigneur de Puchevillers, prononce un arbitrage entre l'abbé de Saint-Vaast d'Arras et Walon, seigneur de Querrieu, autorisant ce dernier à faire paître des bêtes dans les marais et vendre l'herbe à faucher à la faucille, tant aux habitants de Querrieu que de Pont.
Cet arbitrage n'est pas du goût de la mère de Walon, qui prétend interdire l'usage des marais aux habitants de Pont. En octobre 1318, Walon est amené à restituer aux habitants de Pont l'usage de « ses marais », tant vers Fréchencourt que vers Bussy.

#### Triage des marais communaux

##### Ordonnance royale de 1669
En 1669, pour mettre fin à des siècles de chicanes sur l'utilisation des biens communaux, une ordonnance royale des Eaux et Forêts, article 4, titre XXV, stipule que « Le tiers des bois, prés, landes, pâtures, étant de la concession gratuite des seigneurs, pourra être distrait et séparé au profit desdits seigneurs en cas qu'ils le demandent et que les deux autres tiers suffisent aux besoins de la communauté ».
Cette ordonnance permet ainsi au seigneur d'obtenir la propriété d'un tiers des biens communaux. Les villageois vont tirer parti de cette ordonnance pour réclamer la propriété des deux autres tiers, alors que le seigneur prétend être le propriétaire du tout et ne devoir aux villageois que l'usage des deux tiers.

##### Découverte d'un important gisement de tourbe, 1744
En 1739 et 1740, les deux paroisses de Querrieu et Pont, subissent une terrible épidémie de peste, suivie d'une grande sécheresse et en sortent appauvries. Elles ne sont plus capables de financer des travaux devenus indispensables à chacune de leurs églises.
Par délibération en date du 15 avril 1742, les habitants de Pont et Querrieu arrêtent de demander à Mgr Chauvelin, Intendant de Picardie, la permission de mettre quarante journaux de leurs marais communs à usage de foin, baillés à ferme par adjudication, pour employement le prix de la jouissance au payement des réparations à leurs églises.
Les habitants des deux villages, ayant délibéré sans en avoir référé à la marquise de Querrieu, provoquent une réclamation de la part de cette dernière qui fait valoir ses droits à la possession des biens à distraire ; toutefois, dans un but de charité, elle consent à la mise en adjudication demandée.
Le 26 juillet 1742, la jouissance est attribuée à Paul Joly, trésorier des Ponts et Chaussées de la généralité de Picardie et négociant à Amiens.
Lorsque Paul Joly fait creuser les fossés de délimitation de sa parcelle, de la tourbe de bonne qualité est apparue.
Le 19 novembre 1744, les habitants, corps et communautés de Pont et Querrieu, adressent à Mgr Chauvelin une requête en vue d'annuler l'adjudication, considérant qu'ils avaient été lésés sur la valeur de la parcelle.
Après six mois de procédure, l'adjudication est annulée. Le sieur Joly doit être remboursé des sommes déboursées, jouissance de deux ans déduite.

##### Revendication de l'abbaye de Saint-Vaast, 1764
À la suite de la découverte des réserves importantes de tourbe, le seigneur de Querrieu fait en 1761, une demande de triage des marais.
C'est alors que, le 5 juin 1764, l'abbaye de Saint-Vaast intervient pour réclamer la seigneurie et la propriété des marais sis au nord de la rivière et la copropriété avec les habitants de Querrieu de ceux qui sont au sud.
Un arrêt du 7 mai 1778, déclare les religieux non recevables dans leur demande. Ceux-ci font appel au Parlement de Paris qui, le 25 mai 1784, rend un arrêt définitif les déboutant et maintenant le marquis dans ses droits, c'est-à-dire dans la seigneurie des marais sis des deux côtés de la rivière.

##### Tourbage entrepris par les habitants, 1784
Le 22 octobre 1784, un arrêté de l'Intendance de Picardie permet à toute personne, sans exception, de fabriquer du charbon de tourbe, à condition de respecter les dimensions et mesures déterminées par arrêt du Conseil d'État du roi du 3 avril 1753.
Usant de cette permission, les habitants de Querrieu et de Pont, demandent l'autorisation de tourber dans leurs marais communs. L'autorisation qui leur est donnée par l'Intendance de Picardie, déclenche une violente opposition du marquis de Querrieu.
Le 3 mai 1786, l'Intendant de Picardie déboute les habitants de Querrieu et de Pont de leur demande de tourbage.

##### Monsieur de Gaudechart obtient un tiers des marais, 1789
Ayant obtenu le rejet des prétentions territoriales de l'abbaye de Saint-Vaast sur les marais, la dame de Querrieu, revendique la pleine propriété d'une partie de ces marais, afin d'en extraire la tourbe pour son profit personnel, sans obligation d'usage envers les habitants, tout en gardant la propriété de la partie restante. Le triage autorisé par l'ordonnance de 1669, ne visant que l'usage des biens communaux, elle convertit la demande initiale de triage en demande de cantonnement, formule juridique permettant de parvenir à une véritable appropriation.
Les marais sont arpentés et trouvés contenir deux cent soixante-six journaux et quarante verges, dont un tiers doit être attribué au marquis.
Pour s'assurer que les besoins de la communauté restent satisfaits, les habitants tentent d'obtenir que le triage soit fait au prorata du nombre de bêtes au pâturage. Aucun accord ne pouvant être obtenu, le marquis demande qu'il lui soit fait distraction d'un tiers des marais, ce qui lui est accordé.
Le 7 août 1786, le Parlement de Paris accorde à Louis François de Gaudechart devenu marquis et seigneur de Querrieu, la conversion de la demande de triage faite en 1761, en cantonnement. La dame de Querrieu doit payer les frais d'annulation de la demande de triage et de sa demande de cantonnement, les autres parties étant condamnées aux dépens.
Pour l'application de ce jugement, compte tenu des tourbages déjà effectués et des plantations d'arbres, le Parlement de Paris ordonne une expertise le 19 décembre 1788. L'expertise est suivie d'ordonnances du bailliage d'Amiens en date du 14 mai et du 4 septembre 1789, qui seront homologuées par arrêt du 7 septembre 1789.

#### Abolition du droit de triage, 1790
Par décret de l'Assemblée nationale en date du 15 mars 1790, le droit de triage est aboli : «Pour rentrer en possession des portions de biens communaux dont elles ont été privées, les communautés sont tenues de se pourvoir devant les tribunaux... », ce dont les municipalités n'ont pas les moyens financiers !
Anticipant sur un jugement de cassation, les villageois envoient leurs vaches paître dans le marais Madame, faisant partie du cantonnement obtenu par le ci-devant marquis. Au printemps 1790, ce dernier fait défense aux ménagères de conduire leurs animaux dans cette partie du marais. Cette interdiction n'a aucun effet. Les gardes nationaux et trente soldats d'Amiens sont requis pour faire respecter la chose jugée. Les femmes ne se laissent pas intimider. Elles s'arment de fourches, de bâtons, de faux et déclarent qu'elles résisteront jusqu'à la mort, mais les officiers municipaux ont eu la bonne idée de faire venir les soldats sans armes. Devant cette situation menaçant de tourner à l'insurrection, le ci-devant marquis capitule et le marais reste à l'usage des habitants. Cette capitulation n'est que provisoire ; le 25 mai 1791, le tribunal du district d'Amiens autorise le ci-devant seigneur de Querrieu à établir aux frais et dépens des communautés une garde militaire de trois hommes dans les villages de Querrieu et de Pont pour garder les prés et marais dudit ci-devant seigneur, en le garantissant des dommages qui pourraient y être causés, mais aucune garde militaire n'a été envoyée dans les marais.

#### Reprise des procès, 1792-1801
Le 28 février 1792, les conseillers généraux de Querrieu et de Pont ont été autorisés par l'administration du département à demander la cassation de l'arrêté de triage. Pour financer cette procédure, les habitants demandent l'autorisation de tourber dans leurs marais communs. Le sieur Gaudechart s'y oppose, se fondant sur ce qu'il est propriétaire de ces marais soi-disant communaux, dont les habitants n'ont que l'usage d'y faire pâturer leurs bestiaux. L'administration du département ne suit pas son argumentation et, le 7 prairial de l'an III, 26 mai 1795, autorise les habitants du canton de Querrieu à extraire la tourbe nécessaire à leur chauffage. L'arrêté est complété par la liste des ménages et des demi-ménages qui jouissent actuellement du tourbage gratuit. Sur ces listes, les communes de Pont-Noyelle et de Querrieu sont traitées comme une entité administrative comportant 277 feux et sont autorisées à extraire ensemble sur 133 verges de marais communs.
Le 18 pluviôse de l'an IV, 7 février 1796, les deux municipalités sont autorisées à emprunter respectivement des sommes de 1 500 et 1 200 livres, pour suivre la demande de cassation de l'arrêté de triage, au tribunal de Révision.
Les municipalités désignent un mandataire commun pour les représenter. Le 19 germinal de l'an VI, 8 avril 1798, le tribunal civil de la Somme rend un jugement au profit des municipalités de Querrieu et de Pont-Noyelle, annulant le partage des marais.
Le 28 floréal de l'an VI, François Louis Gaudechart réagit en faisant appel de ce jugement et les habitants de Querrieu et de Pont-Noyelle qui « sont unis en commun quant à leurs biens communaux » doivent encore demander l'autorisation de suivre l'appel et de réunir les fonds nécessaires.
Le 1er prairial de l'an VI, 19 mai 1798, les administrateurs du département de la Somme autorisent les habitants de Querrieu et de Pont-Noyelle à suivre l'appel « dans le but de récupérer une propriété importante que la seule puissance féodale leur a arraché des mains ».
C'est au tribunal de Rouen que l'appel doit être jugé. Le 15 prairial de l'an VII, 5 juin 1799, les municipalités s'unissent encore pour désigner des mandataires communs. Le tribunal de la Seine-Inférieure maintient les arrêts de 1788 et 1789 dans leur force et rétablit le sieur Gaudechart dans la possession et jouissance de tout ce qui lui a été abandonné au titre du cantonnement.
Au terme de quarante années de procès dans treize tribunaux desquels sont intervenus seize jugements en tous genres, les communes de Querrieu et de Pont sont endettées d'une somme de 16 000 francs ; elles en sont réduites à demander l'autorisation de vendre une partie des tourbes allouées pour le chauffage.
Le 25 pluviôse de l'an IX, 14 février 1801, les maires adressent au préfet une nouvelle demande pour subvenir au paiement des frais que vient de leur occasionner la perte d'un procès commencé par leurs pères contre le ci-devant seigneur de Querrieu.
De 1795 à 1799, le Corps législatif avait tenté d'amender les lois sur le triage des biens communaux, mais le sujet était devenu tellement passionnel que, par loi de ventôse de l'an XII, Bonaparte avait préféré clore l'ère des partages.

#### Derniers procès, 1818-1822
Ne tenant aucun compte des demandes de triage et de cantonnement antérieures à la Révolution, et profitant de la disparition de la seigneurie de Saint-Vaast, François de Gaudechart avait, durant une vingtaine d'années, planté, élagué et abattu des arbres dans l'ensemble dont il se considérait toujours comme le seul propriétaire.
Le 30 novembre 1818, les Conseils de Querrieu et de Pont-Noyelle, délibérant en commun : « Sont d'avis que les communes doivent être autorisées à former demande contre monsieur le marquis de Querrieu : en déguerpissement de la jouissance des arbres, à ce que défense lui soit faite de planter à l'avenir dans les marais des communes, et à être maintenues dans la propriété du fonds desdits marais. »
Le 14 octobre 1819, le sieur Gaudechart demande au ministre de l'Intérieur que la commune de Querrieu ne soit pas autorisée à rouvrir un procès sur les marais. Néanmoins, le procès a lieu et le Tribunal civil d'Amiens rend son verdict le 23 juillet 1821, en son jugement no 6 : « Le Tribunal statuant en premier ressort et comme en matière ordinaire, maintient les habitants de Querrieu et de Pont-Noyelle dans la propriété, possession et jouissance des deux tiers des marais de Querrieu et Pont, à eux attribués suivant Arrêts du Parlement de Paris des 19 décembre 1788 et du 7 septembre 1789, condamne en conséquence le seigneur de Querrieu à délaisser la propriété et jouissance tant desdites portions de marais que des arbres existant actuellement sur icelles, lui fait défense de planter à l'avenir sur ces portions de marais, le condamne à la restitution des fruits dont il a profité pendant son indue jouissance et aux dommages intérêts desdites communes, condamne enfin le seigneur et marquis de Querrieu aux dépens. Signé : Caumartin président. »
Le marquis de Querrieu fait appel de ce jugement. Après les plaidoiries des 19 et 21 juin 1822, la sentence est rendue le 28 juin par la chambre civile de la Cour royale d'Amiens : « La Cour statuant sur l'appel interjeté par le marquis de Querrieu, du jugement rendu par le Tribunal Civil d'Amiens a mis et met l'appellation au néant, ordonne que le jugement dont il est appel sortire son plein et entier effet, condamne l'appelant en l'amende et aux frais de la cause d'appel dont distraction est faite. »
Ces deux derniers procès mettent fin au litige opposant le marquisat de Querrieu aux habitants de Querrieu et de Pont, quant à la propriété des marais, les deux municipalités recevant en indivision la propriété de 77 ha 59 ares, monsieur de Gaudechart en recevant 33 ha. Dans la partie attribuée aux communes en indivision, l'extraction de la tourbe est gérée par une direction des Tourbages de Pont-Querrieu. Les grandes entailles apparaissent. La production de tourbe augmente, en permettant son exportation. Il apparaît alors indispensable de rendre autonome la gestion de chaque commune et, pour y parvenir, d'attribuer à chacune d'elles des zones précises de tourbage.

#### Partage définitif entre les municipalités, 1843
La contribution foncière des marais communaux est payée par les deux communes au prorata du nombre de bêtes au pâturage. En 1830, ne pouvant se satisfaire de cette situation fluctuante, le Préfet demande aux deux municipalités de faire des propositions en vue d'effectuer le partage des marais indivis. Il faut attendre dix ans pour qu'elles parviennent à admettre l'idée d'une répartition au prorata du nombre de personnes à chauffer. C'est le nombre de feux qui est retenu.
Un lot de 44 hectares 68 ares est attribué à Querrieu pour 256 feux, et un lot de 32 hectares 91 ares est attribué à Pont-Noyelle pour 182 feux.
Les délibérations prises à ce sujet, sont entérinées par arrêté de monsieur le préfet de la Somme le 8 mai 1840, homologué par ordonnance royale du 4 novembre 1842. Le partage est authentifié le 30 janvier 1843 par maître Rigaut, notaire à Querrieu.

### Hydrographie

#### Réseau hydrographique
La commune est située dans le bassin Artois-Picardie. Elle est drainée par la rivière d'Hallue et un autre petit cours d'eau.
L'Hallue, d'une longueur de 16 km, prend sa source dans la commune de Vadencourt et se jette  dans la Somme canalisée en limite des communes de Daours et de Vecquemont, après avoir traversé onze communes. Les caractéristiques hydrologiques de l'Hallue sont données par la station hydrologique située sur la commune. Le débit moyen mensuel est de 1,08 m3/s. Le débit moyen journalier maximum est de 4,33 m3/s, atteint lors de la crue du 20 mars 2002. Le débit instantané maximal est quant à lui de 4,45 m3/s, atteint le 11 avril 2002.

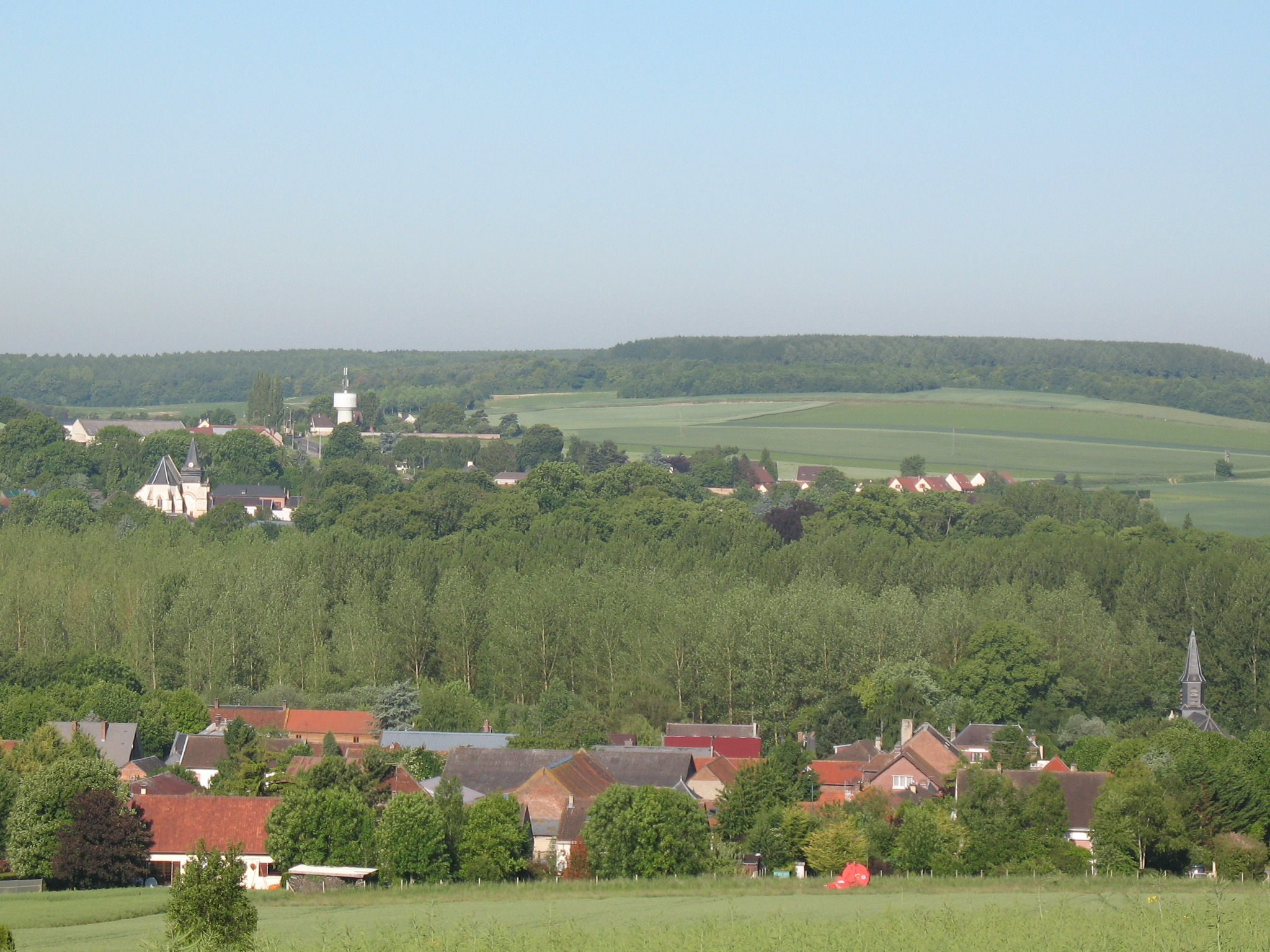
Peupleraie de la vallée de l'Hallue entre Pont-Noyelles et Querrieu.
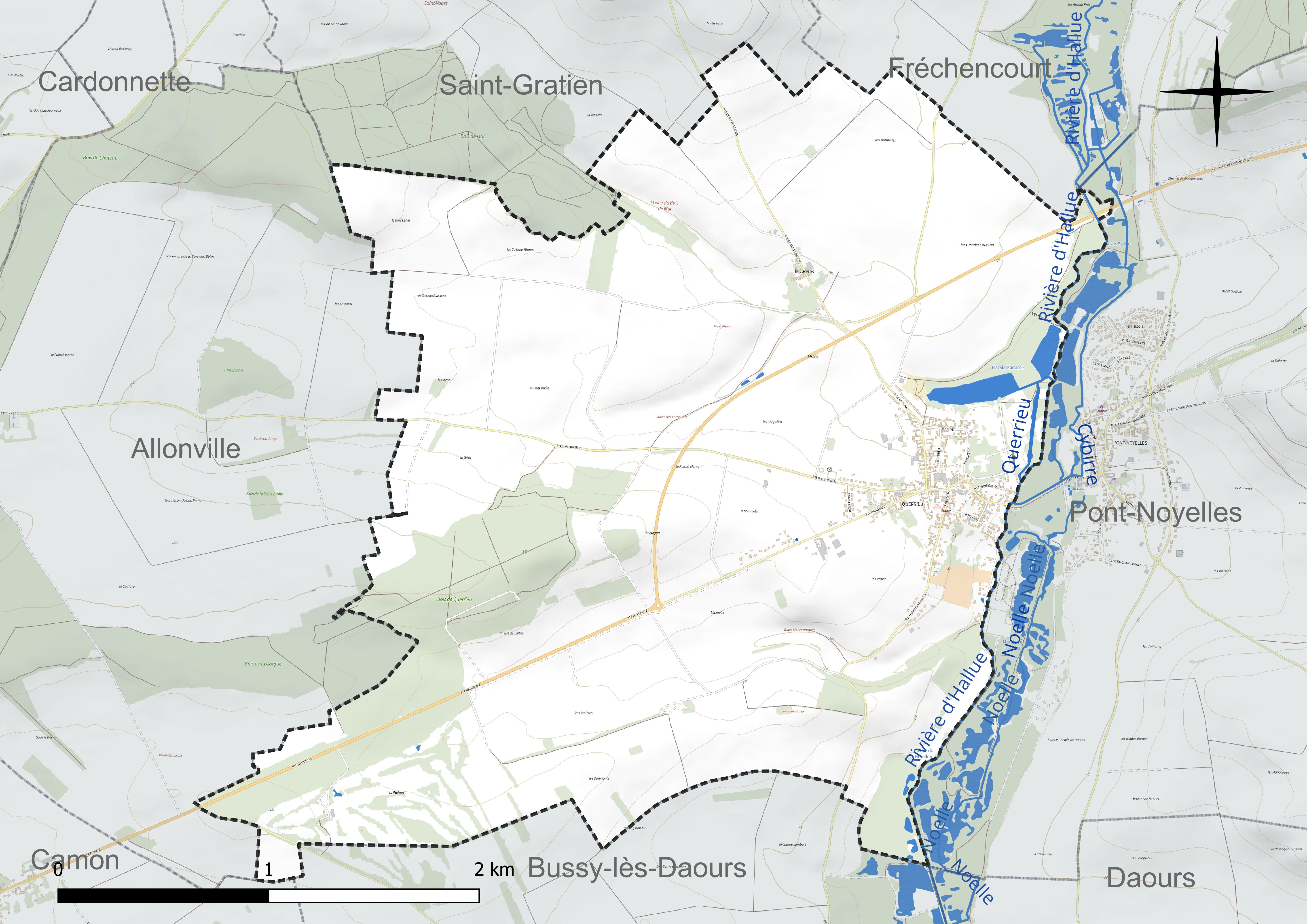
Réseau hydrographique de Querrieu.

#### Gestion et qualité des eaux
Le territoire communal est couvert par le schéma d'aménagement et de gestion des eaux (SAGE) « Somme aval et Cours d'eau côtiers ». Ce document de planification concerne un territoire de 1 835 km2 de superficie, délimité par le bassin versant de la Somme canalisée. Le périmètre a été arrêté le 29 avril 2010 et le SAGE proprement dit a été approuvé le 6 août 2019. La structure porteuse de l'élaboration et de la mise en œuvre est le syndicat mixte d'aménagement hydraulique du bassin versant de la Somme (AMEVA).
La qualité des cours d'eau peut être consultée sur un site dédié géré par les agences de l'eau et l'Agence française pour la biodiversité.

### Climat
Pour des articles plus généraux, voir Climat des Hauts-de-France et Climat de la Somme.
En 2010, le climat de la commune est de type climat océanique dégradé des plaines du Centre et du Nord, selon une étude du CNRS s'appuyant sur une série de données couvrant la période 1971-2000. En 2020, Météo-France publie une typologie des climats de la France métropolitaine dans laquelle la commune est exposée à un climat océanique et est dans la région climatique Nord-est du bassin Parisien, caractérisée par un ensoleillement médiocre, une pluviométrie moyenne régulièrement répartie au cours de l'année et un hiver froid (3 °C).
Pour la période 1971-2000, la température annuelle moyenne est de 10,4 °C, avec une amplitude thermique annuelle de 14,4 °C. Le cumul annuel moyen de précipitations est de 705 mm, avec 11,9 jours de précipitations en janvier et 8,5 jours en juillet. Pour la période 1991-2020, la température moyenne annuelle observée sur la station météorologique la plus proche, située sur la commune de Glisy à 7 km à vol d'oiseau, est de 11,1 °C et le cumul annuel moyen de précipitations est de 646,6 mm,. Pour l'avenir, les paramètres climatiques de la commune estimés pour 2050 selon différents scénarios d'émission de gaz à effet de serre sont consultables sur un site dédié publié par Météo-France en novembre 2022.

#### Catastrophes naturelles
- Le 6 janvier 1709, a commencé une forte gelée qui a continué avec quantité de neiges et pluies dans les dégels, lesquels étaient aussitôt suivis de gelées, avec de grands vents jusqu'à la fin du mois de mars.
- Le 13 juillet 1788, un orage accompagné de grêle détruisit les récoltes et causa des dégâts aux maisons.
- Le 6 août 1791, un ouragan anéantit les récoltes et causa des dégâts considérables aux maisons (perte totale pour la communauté : 24 000 Livres)[29].
- Du 25 au 29 décembre 1999 : inondation, coulées de boue et glissement de terrain.
- Du 26 février au 31 mai 2001 : inondation par remontée de la nappe phréatique.
- Du 26 février au 7 mai 2001 : inondation et coulées de boue[30].

### Voies de communication et transports
La localité est desservie par les lignes d'autocars du réseau interurbain Trans'80 Hauts-de-France (ligne no 36).

## Urbanisme

### Typologie
Au 1er janvier 2024, Querrieu est catégorisée bourg rural, selon la nouvelle grille communale de densité à sept niveaux définie par l'Insee en 2022.
Elle est située hors unité urbaine. Par ailleurs la commune fait partie de l'aire d'attraction d'Amiens, dont elle est une commune de la couronne,. Cette aire, qui regroupe 369 communes, est catégorisée dans les aires de 200 000 à moins de 700 000 habitants,.

### Occupation des sols
L'occupation des sols de la commune, telle qu'elle ressort de la base de données européenne d'occupation biophysique des sols Corine Land Cover (CLC), est marquée par l'importance des territoires agricoles (78 % en 2018), en diminution par rapport à 1990 (82,4 %). La répartition détaillée en 2018 est la suivante : 
terres arables (75,7 %), forêts (6,2 %), zones humides intérieures (5,3 %), espaces verts artificialisés, non agricoles (4,1 %), milieux à végétation arbustive et/ou herbacée (3,5 %), zones urbanisées (2,9 %), zones agricoles hétérogènes (2,3 %). L'évolution de l'occupation des sols de la commune et de ses infrastructures peut être observée sur les différentes représentations cartographiques du territoire : la carte de Cassini (XVIIIe siècle), la carte d'état-major (1820-1866) et les cartes ou photos aériennes de l'IGN pour la période actuelle (1950 à aujourd'hui).

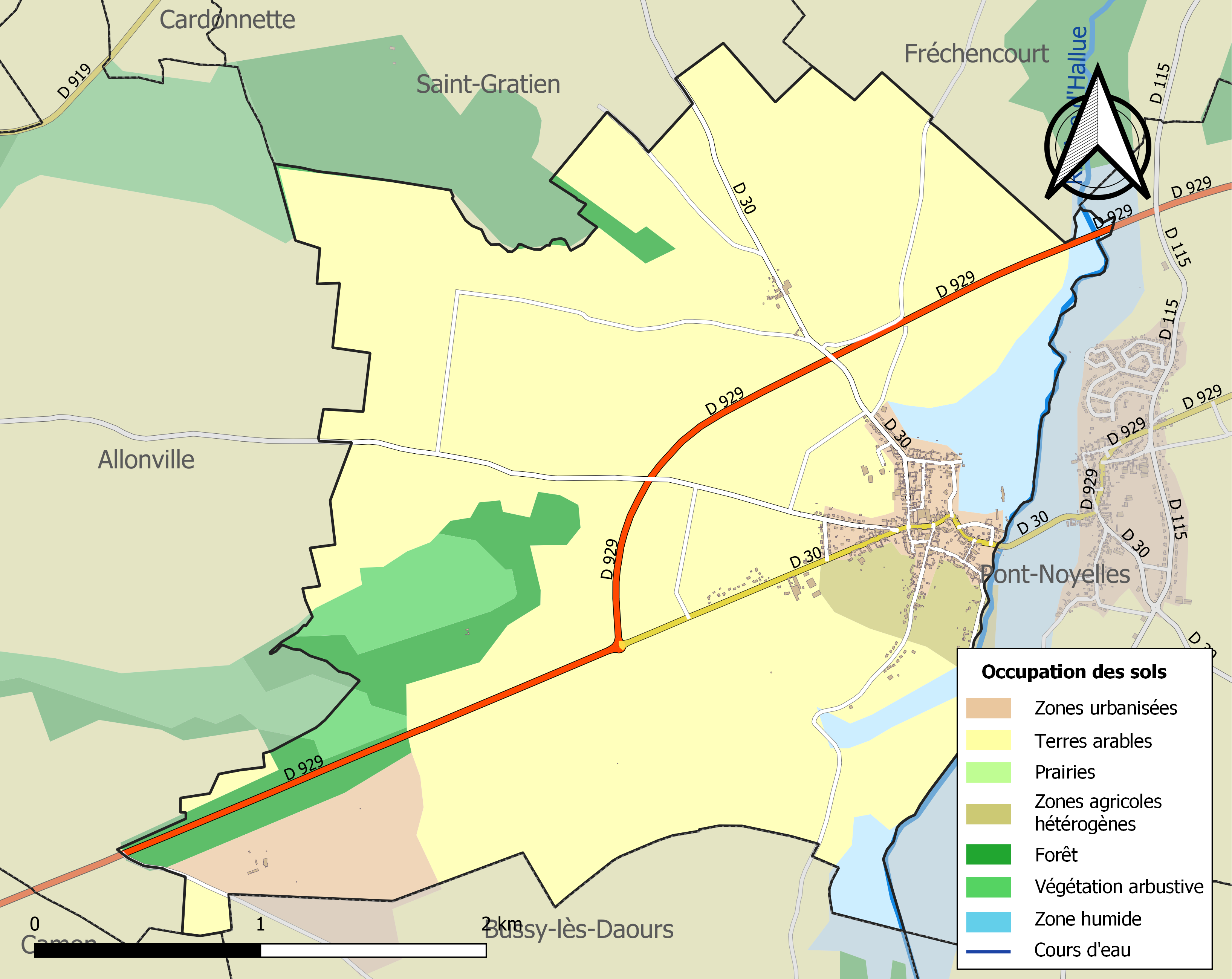
Carte des infrastructures et de l'occupation des sols de la commune en 2018 (CLC).

### Morphologie urbaine

#### Voirie actuelle
Grande Route ou route nationale, chemin d'Allonville, rue Saint-Ladre, rue de la Cavée, rue Couturelle, rue Neuve, rue Croisette ancienne rue Verte, rue du Bois-Galhaut incluant le château, rue de l'Atre, rue du Four-des-Champs, rue Pellion, rue du Marais ancienne rue des Marissons, rue de l'Église.

#### Habitat
Nombre de maisons et d'habitants en 1911 :
- route nationale, 67 maisons ; 174 habitants
- chemin d'Allonville, 6 maisons ; 17 habitants
- rue Cavée, 37 maisons ; 76 habitants
- rue Couturelle, 19 maisons ; 41 habitants
- rue Neuve, 6 maisons ; 20 habitants
- rue Croisette, 14 maisons ; 38 habitants
- rue du Bois-Galhaut, 2 maisons ; 4 habitants
- rue aux Fèves, 10 maisons ; 29 habitants
- rue Pellion, 14 maisons ; 50 habitants
- rue de l'Atre et du Four-des-Champs, 15 maisons ; 56 habitants
- rue de l'Église, 6 maisons ; 14 habitants
- la Fabrique, 7 maisons ; 9 habitants
- la Faisanderie, 2 maisons ; 8 habitants.

##### Historique
Malgré certaines dénaturations, la commune de Querrieu conserve une bonne partie de son habitat traditionnel. Les plus anciens témoins remontent au XVIIIe siècle, mais l'essentiel des édifices date du XIXe siècle. Une étude récente effectuée sur la Grande route en 1819, permet de mesurer l'importance du renouvellement de l'habitat au cours du XIXe siècle. Plusieurs maisons avaient été construites entre 1804 et 1816 et ont fait place à leur tour à de nouveaux édifices. Le torchis sur pan de bois constituait le principal matériau employé. En outre, les couvertures en chaume qui garnissaient alors la moitié des maisons (13 sur 31) et la quasi-totalité des bâtiments agricoles (18 sur 22) furent peu à peu remplacées dans le courant du XIXe siècle par des matériaux moins inflammables, tuile ou ardoise, sous la pression des autorités préfectorales. La rue Neuve, témoigne bien de l'important renouvellement de l'architecture rurale en présentant un alignement de fermes construites au milieu du XIXe siècle avec de vastes granges en briques portant la date en façade.

##### Description
Sur les 36 édifices repérés, 18 sont des fermes se conformant pour la majorité d'entre elles au plan type de la cour fermée, avec grange en bordure de rue et logis en fond de cour. Quant aux 18 maisons ce sont pour la plupart des logis en rez-de-chaussée, parfois de taille fort réduite. La commune compte cependant plusieurs maisons importantes bâties le long de la route nationale. Les matériaux employés sont essentiellement le torchis (21 logis et 4 granges) sur pan de bois et la brique (11 logis et 8 granges). Les couvertures ont été refaites en matériaux modernes (tuile ou ardoise).

##### Évolution quantitative
Nombre des maisons d'habitation :
- 1872 : 243
- 1881 : 220
- 1906 : 212
- 1911 : 218
- 2006 : 277 dont 256 résidences principales, 7 résidences secondaires et 14 vacantes.

### Voies de communication et transports
Le territoire de la commune est traversé d'ouest en est, par l'ancienne route nationale 29, devenue la route départementale D 929, allant d'Amiens à Albert, et du nord au sud par la route départementale D 30, allant de Villers-Bocage à Corbie ; un embranchement sur cette dernière mène à Fréchencourt. Un chemin venant d'Allonville se joint à la route D 929 au centre du village. Un chemin étroit et sinueux, conduit à Bussy-les-Daours en suivant la lisière du marais communal à petite distance.
La route D 929 traverse la rivière Hallue au pont de l'Île. En 2005, une voie de contournement par le nord de l'agglomération a été réalisée. Elle a nécessité la construction de plusieurs ouvrages d'art, dont un viaduc pour la traversée de la vallée de l'Hallue.

## Toponymie
L'orthographe du nom de l'agglomération a évolué au cours des siècles : Cherriu en 1102, Carus Rivus en 1145, Kerriu en 1147, Kerriacum en 1164, Kyerru en 1204, Kirieu en 1219, Kierreux en 1300, Kierrieu en 1301, Quierieu en 1445, Querrieux en 1757.
L'orthographe actuelle, Querrieu,  a été adoptée en 1875.

## Histoire

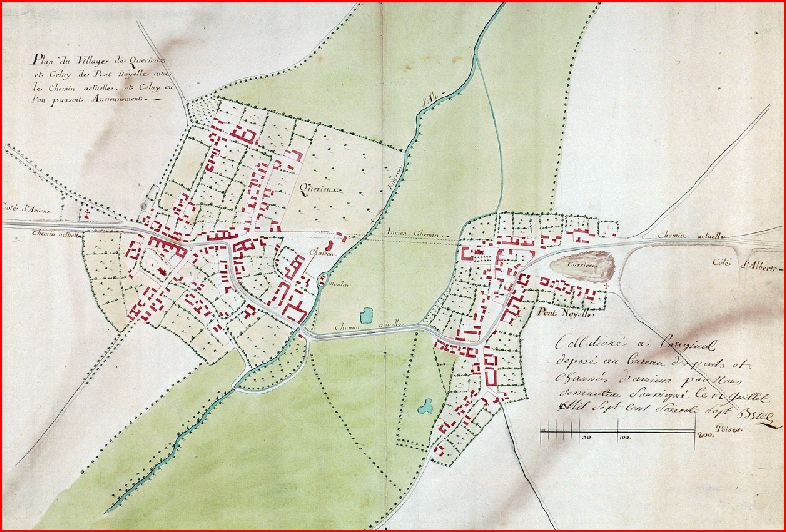
Plan des villages de Querrieu et de Pont-Noyelles en 1767.

### Origines
La présence humaine à l'époque néolithique, est attestée à Querrieu par la quantité considérable d'outils tels que haches, grattoirs, racloirs, couteaux, percuteurs, perçoirs, ramassés à la partie nord-ouest du territoire, faisant penser à l'existence d'un atelier important. À la limite nord du village, des fragments de tuiles à gros rebords, des tessons et des poteries datant de l'époque gallo-romaine, ont été découverts.
Une cruche à embouchure ronde en bronze (h = 0,345 m) datant du IIe ou IIIe siècle a été trouvée à Querrieu. Paris, musée du Louvre.
En 1853, en contrebas du clocher de l'église actuelle, deux sarcophages estimés dater de l'époque mérovingienne, ont été mis au jour. Ils étaient formés d'une auge en pierre avec un couvercle brisé. Les objets contenus étaient des fragments d'épées en fer, larges et pesantes, un fer de javelot, des vases en forme d'urne.
À la période franque, le sol est défriché et des exploitations sont créées par les nouveaux seigneurs. Les noms de Boussencourt et de Gombercourt, apparaissent dans des chartes du IXe siècle. Le premier document mentionnant le nom de Cherriu, est une charte datant de 1102.

### Seigneurie de Querrieu

#### Anciens seigneurs

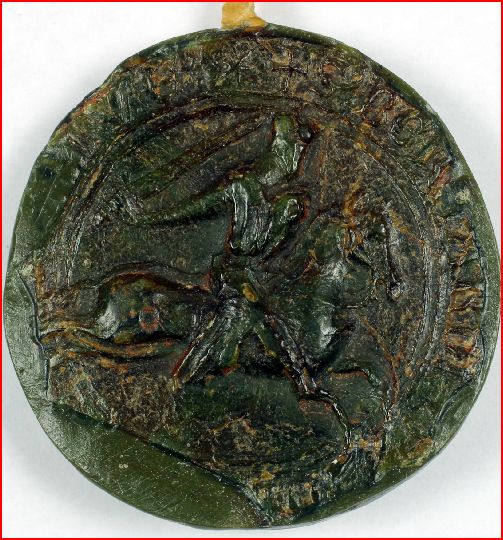
Sceau de Bernard de Querrieu, seigneur de Querrieu en 1238.

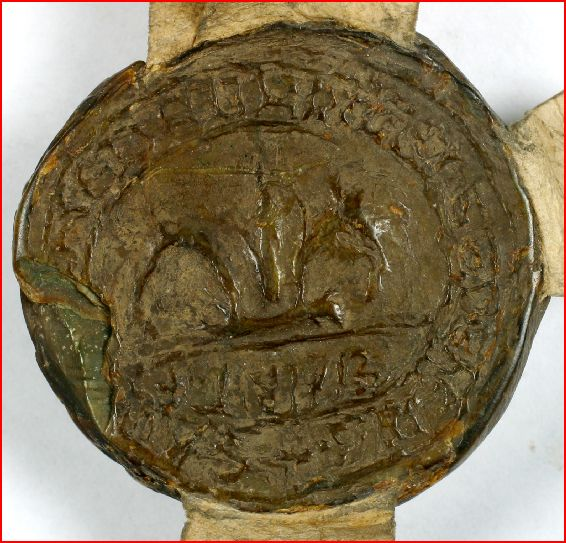
Sceau de Wales de Bertangles, seigneur de Querrieu, en 1292.

- Fevin de Querrieu. Son nom figure dans un acte de donation de 1106 à la maladrerie de Corbie[40] ;
  - Bernard de Bertangles. Au mois de juin 1186, il fut désigné parmi les plus vieux seigneurs de l'Amiénois pour fixer les limites des comtés de Corbie et de Boves, après le traité de Boves[41] de 1185, qui incorporait Querrieu dans le domaine royal,
    - Foulques de Querrieu. Au mois d'avril 1204, il abandonna ce qui lui appartenait de la dîme de Querrieu et d'Allonville, à l'église d'Amiens ;
      - Bernard II de Querrieu, époux de Béatrix. Il organisa la seigneurie en passant de nombreuses chartes de 1228 à 1268 ;
        - Gérard de Querrieu, fils de Bernard et de Béatrix, chevalier. Il épousa Esmengarde de Conty vers 1282. En 1284, il céda l'avouerie de Pont à l'abbaye de Saint-Vaast ;
          - Wales de Bertangles. Il épousa Agnès, sœur et héritière de feu Gérard de Querrieu. En 1318, il accorda le libre usage des marais, aux habitants de Pont, ;
            - Jean de Querrieu, chevalier. En 1342, il fut présent à la montre d'Arras, avec un chevalier et huit écuyers. Il figura au sacre de Charles V en 1364 ;
              - Isaac de Querrieu, frère de Wales, chevalier. Il servit avec sa compagnie sous Raoul de Rayneval, sire de Pierrepont, panetier de France. Le 1er mai 1369,il figurait en qualité de chevalier à la revue de Saint-Riquier.

#### Famille de Longroy
- Jacques de Longroy. Vers 1373, la terre de Querrieu passa à Jacques de Longroy, par suite de son mariage avec Marie de Querrieu, fille d'Isaac.
  - Guyotte de Longroy, fille de Jacques. Dame de Querrieu. Elle épousa Jean II de Craon, qui fut gravement blessé à Azincourt et mourut en 1420. En secondes noces, elle épousa Philippe de Fosseux, dit Le Borgne, chevalier, seigneur d'Ailly.
    - Isabeau de Longroy, fille cadette de Jacques, Dame de Querrieu, épousa Waleran seigneur de Rivery, Marcelcave, Villers-Bretonneux et autres lieux[42].

#### Famille de Brimeu

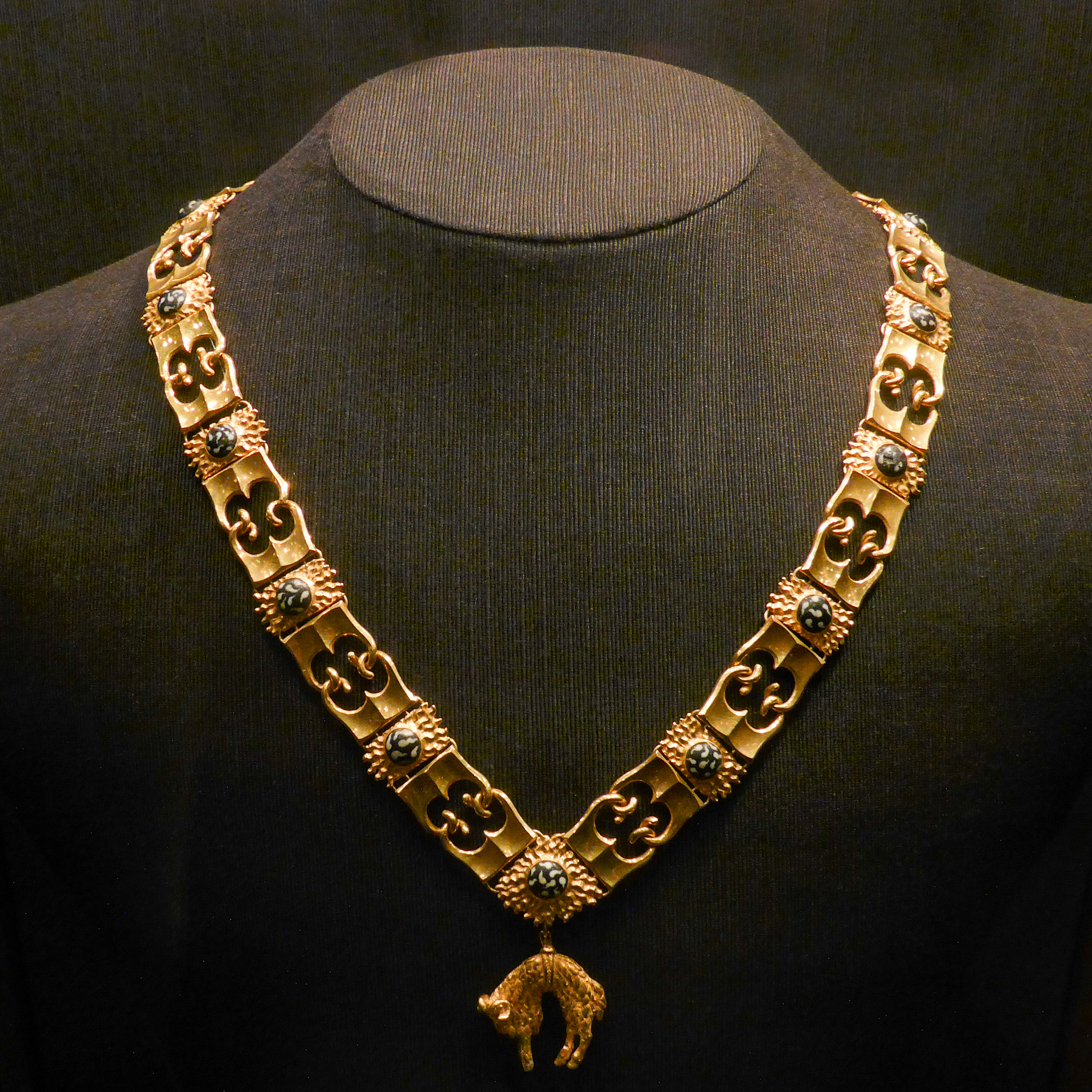
Collier de chevalier de la Toison d'Or.

Au début du XVe siècle, la seigneurie passa en la possession de la famille de Brimeu.
- Jehan II de Brimeu, seigneur d'Humbercourt et de Querrieu, chevalier de la Toison d'or. Il épousa Marie de Mailly.
  - Guy de Brimeu, seigneur d'Humbercourt et de Querrieu, chevalier de la Toison d'or. Il épousa Anthoine de Rambures en 1462.
    - Adrien de Brimeu, seigneur d'Humbercourt et de Querrieu, comte de Megen. Il épousa Catherine de Croÿ-Chimay. Mort à Marignan en 1515, où il commandait une avant-garde de l'armée française.
      - Eustache de Brimeu, seigneur d'Humbercourt et de Querrieu, par héritage d'Adrien. Il épousa Barbe de Hillery, fille de François, baron de Hillery et de Marguerite d'Autriche, fille naturelle de l'empereur Maximilien.
        - Charles de Brimeu, né en 1524, fils d'Eustache, chevalier de la Toison d'or. Il mourut sans alliance à Zwolle en 1572.
          - Georges de Brimeu, frère de Charles, seigneur d'Humbercourt et de Querrieu, chevalier, comte de Megen. Il épousa Anne de Walhauserin, veuve du comte de Silen.
            - Marie de Brimeu, fille de Georges, comtesse de Megen, dame de Humbercourt, Querrieu et autres lieux. Elle épousa en premières noces Lancelot de Berlincourt, et en secondes noces Charles de Croÿ[42].

#### Familles de Saint-Fuscien et de Saveuse
- Marie de Saint-Fuscien, riche héritière, possédant les terres de Coisy, Renneville, Querrieu et Bougainville, épousa vers 1530 Imbert de Saveuse, chevalier, seigneur de Lozinghem, Marquion, Vraigne, conseiller et maître des requêtes de l'hôtel du roi, bailli d'Amiens.
  - Louis de Saveuse, hérita en 1561, des seigneuries de Coisy, Lezinghem et Querrieu. Il épousa Madeleine de Bery d'Esserteaux.
    - Gabrielle de Saveuse, dame de Querrieu. Elle épousa en secondes noces le 14 janvier 1596, Robert de Gaudechart, seigneur du Fayel, de l'Espine, de Frenoy et de Bachivilliers

#### Famille de Gaudechart
- François Ier de Gaudechart, né en 1608, seigneur de Querrieu, chevalier. Il prit part aux guerres contre les protestants à La Rochelle et au Languedoc, puis à celles de Flandre et d'Italie. En 1641, il épousa Françoise de Conty, fille d'Antoine de Conty, seigneur de Rocquencourt[42].

#### Marquisat

Représentation héraldique de la couronne de marquis.

Pour récompenser François de Gaudechart, seigneur de Querrieu, de ses services, Louis XIV a érigé en sa faveur la terre de Querrieu en marquisat par lettres patentes du mois d'avril 1652, enregistrées au Parlement de Paris le 5 septembre 1653. Ses descendants, titulaires successifs du titre de marquis de Querrieu, ont été : 
- François Paul de Gaudechart, qui a épousé en 1672 Françoise René de Pommereuil,
  - Pierre François Ier de Gaudechart, qui a épousé en 1688 Marie Geneviève du Perron de Béneville,
    - Pierre François II de Gaudechart, qui a épousé en 1726 Anne Françoise Perrin de Flancourt ; leur fille : Anne-Françoise, épouse en 1751 son cousin Jean-Baptiste Adolphe de Gaudechart, seigneur d'Hémévillers.
      - Raphaël Jean-Baptiste de Gaudechart, qui a épousé en 1756 Alexandrine Marie Louise Lefournier de Wargemont, marquise douairière jusqu'en 1786,
        - Louis François de Gaudechart, ayant retrouvé son titre à la Restauration après l'avoir perdu en 1789, a épousé en 1812 Clémentine Charlotte Henriette, princesse de Rohan-Rochefort (décédé le 30 septembre 1832).
          - Charles Antoine Gustave de Gaudechart, (16 mai 1814 - 21 décembre 1833).
            - Charles Adolphe Raoul de Gaudechart, frère du précédent, né en 1823, décédé le 17 mars 1878 à Bagnères de Bigorre, Hautes-Pyrénées, époux de Louise Nathalie Polixène de Geoffroy du Rouret, resté sans descendance[42].

Après la mort de Raoul de Gaudechart, le château de Querrieu devint la propriété de Marie-Thérèse de Gaudechart descendante de Robert de Gaudechart du Fayel (branche cadette). Marie-Thérèse de Gaudechart épousa le comte Alvar d'Alcantara.

#### Sceaux et armoiries

Écu de la famille Gaudechart.

- Bernard de Querrieu, sceau de type équestre, casque carré, écu à ses armes : un lion, avec la légende : S' BERNARDI DO....IUE (Sigillum Bernardi Domini de kerriue)
- Beatrix, son épouse : une dame debout, en robe et manteau, tenant une fleur de la main gauche, avec la légende : S' B...... KIERIEU (Scel Beatris de Kierieu)
- Gérard de Querrieu, sceau rond de 52 mm, écu au chef chargé d'un lion passant, avec la légende : S' GIR;;; KIERIU C... IER (Scel Girard de Kieriu chevalier).
- Wales de Bertangles, sceau rond de 32 mm, chargé d'un écu portant cinq tourelles, posées 2, 2, et 1,avec la légende :...WALE DE BARTANGLE,SIRE de KIER...
- Jean de Querrieu, sceau rond de 18 mm, on distingue dans un quadrilobe, un écu chargé d'un lion, avec la légende : ...AN DE ...UERRI... (scel de Jehan de Kuerrieu)
- Isaac de Querrieu, sceau rond de 21 mm portant un écu chargé d'un lion, avec la légende : S' Y... C DE ...RIEU
- Jacques de Longroy, armes : de gueules, au chef d'argent, à l'écu d'or, chargé d'une bande d'azur et posé en abyme. Sceau rond de 32 mm, présente un écu penché, chargé d'un chef, timbré d'un heaume surmonté d'un lion issant et accosté de deux n gothiques et, plus bas, de deux vires.
- Guyotte de Longroy, sceau rond, chargé d'un écu parti de Craon et de Longroy, avec la légende : Guye de Longroy, dame de Domart
- Isabelle de Longroy, sceau rond de 27 mm. Sa cire rouge pend sur simple queue de parchemin. On y distingue dans une rosace à six lobes, un écu tenu par trois anges. La légende est détruite.
- Guy de Brimeu, sceau rond de 53 mm, présentant un écu chargé de trois aigles, timbré d'un casque couronné et supporté par deux lions.
- Anthoine, alias Antoinette de Rambures, blason : d'or à trois fasces de gueules.
- Famille de Brimeu, écartelé, aux un et quatre, d'argent à trois aigles de gueules becquées et membrées d'azur, aux deux et trois, d'argent à la bande de gueules.
- Famille de Saint-Fuscien, armes : de gueules, semé de trèfles d'or, à trois ciboires de même.
- Famille de Saveuse, armes : de gueules à la bande d'or accompagnée de six billettes de même, mises en orle.
- Famille de Gaudechart (branche des marquis de Querrieu), armes : écu d'argent à neuf merlettes de gueules posées en orle, les tenants sont des anges, la couronne celle des marquis et la devise : Vivit post funera virtus[42].
- Famille d'Alcantara de Querrieu, Coupé : d'argent au chêne de sinople duquel passe un lion léopardé d'azur ; et d'azur à l'étoile à 10 rais d'or ; à la bordure d'or chargée de 10 têtes de dragons d'azur, lampassées de gueules[44].

#### Propriétés de la seigneurie en 1789
État de la généralité d'Amiens, département de Doullens, pour les six derniers mois de 1789 :
- château, jardins, enclos et moulin à eau, sur 20 journaux,
- 16 journaux de prés,
- 135 journaux de bois,
- 150 journaux de terres labourables[45].

### Combat d'Henri IV contre les Espagnols
Après la prise d'Amiens par les Espagnols le 11 mars 1597, le roi Henri IV assiège la ville. 
Le 29 août, informé de l'approche d'une troupe espagnole de quatre compagnies d'arquebusiers et trois cents chevaux, protégeant un convoi de vivres, Henri IV part de grand matin de son camp au nord d'Amiens, en compagnie de Biron, de Lagrange-Montigny, du comte d'Auvergne et s'avance à leur rencontre. Vers neuf heures du matin, en avant d'une escorte de cinquante gens d'armes, il aperçoit les éclaireurs ennemis sortant du bois de Querrieu ; il lance son cheval à toute bride et les charge à la tête de sa petite troupe de carabins et de gentilshommes ; les Espagnols, surpris, croient en la présence de forces supérieures et s'enfuient. Le choc a lieu à l'ouest du bois de Querrieu. Henri IV poursuit ses adversaires qui lui abandonnent deux cornettes, deux cents chevaux et nombre de prisonniers. Au soir de la bataille, le roi écrit à Gabrielle d'Estrées (qu'il nomme : Ma sœur) : « Ma sœur, Vous aurès les premières nouvelles de l'heureux succès que Dieu m'a donné aujourdhuy. Il estoit venu mille chevaulx des ennemys conduis par tous les vieux capitaines pour recognoistre le logis de leur armée et le moyen de secourir Amiens. Avec deux cens chevaulx et cent cinquante carabins, je les ai défaits, n'ayant perdu que deux arquebusiers à cheval. Il y a trois cens ennemys morts et plus de deux cornettes prises... Il est mynuict et ne fais que venir. Faites part à très bon serviteur de ces bonnes nouvelles. Je vous baise cent mille fois les mains »,.

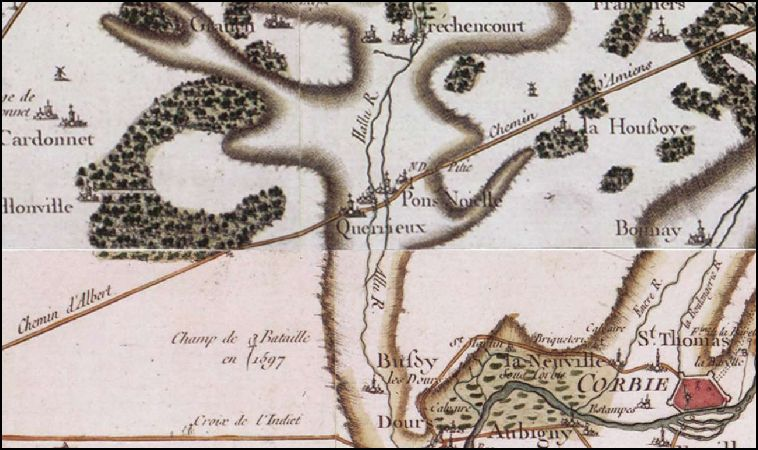
Emplacement du champ de bataille.
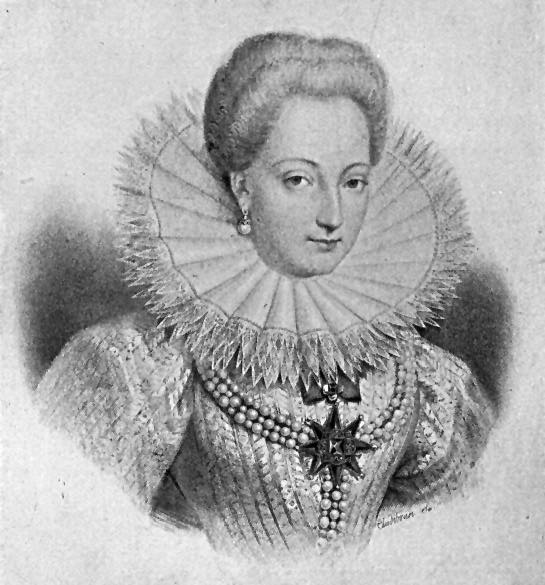
Gabrielle d'Estrées (1570-1599).
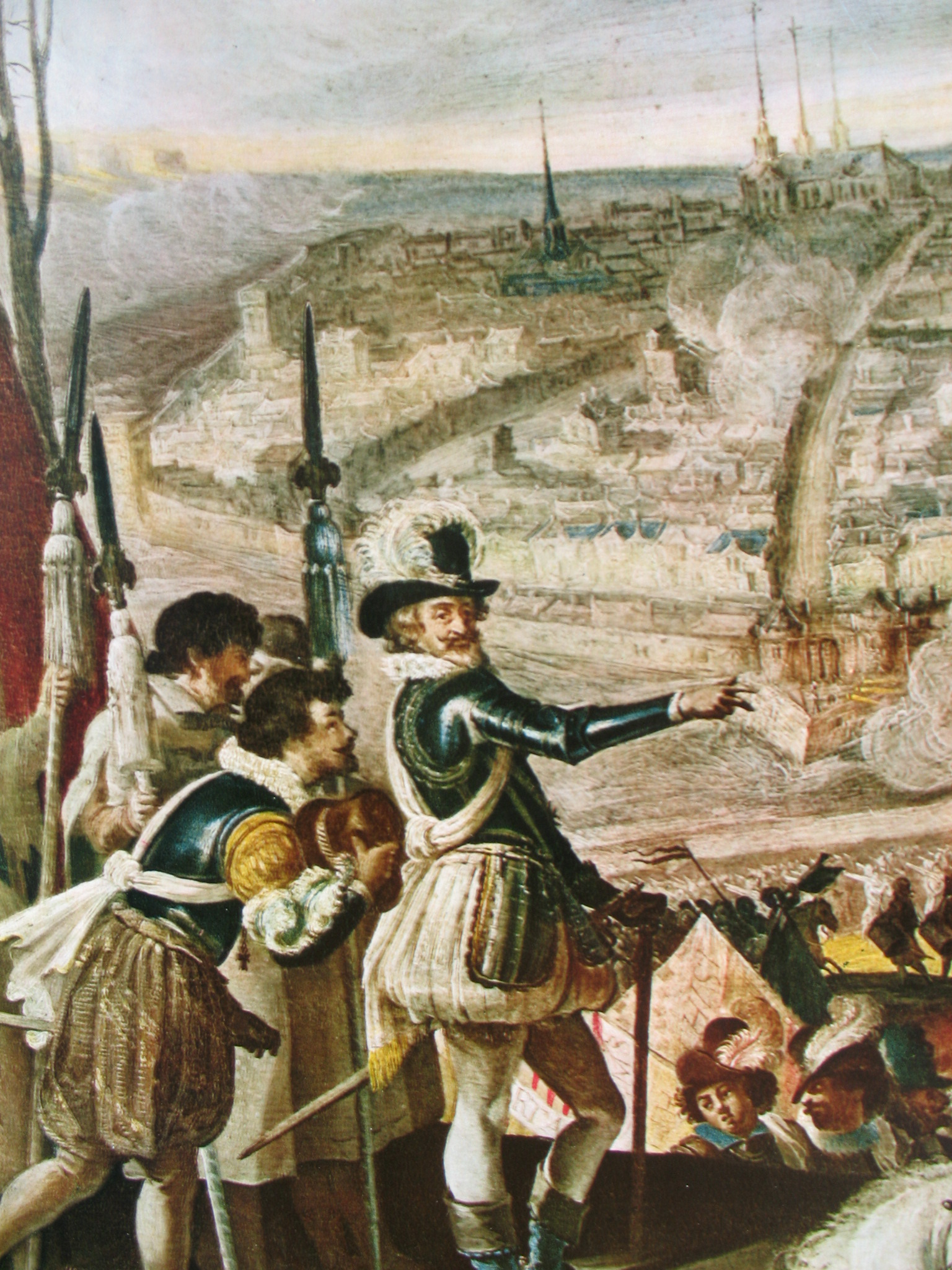
Henri IV devant Amiens en juin 1597.
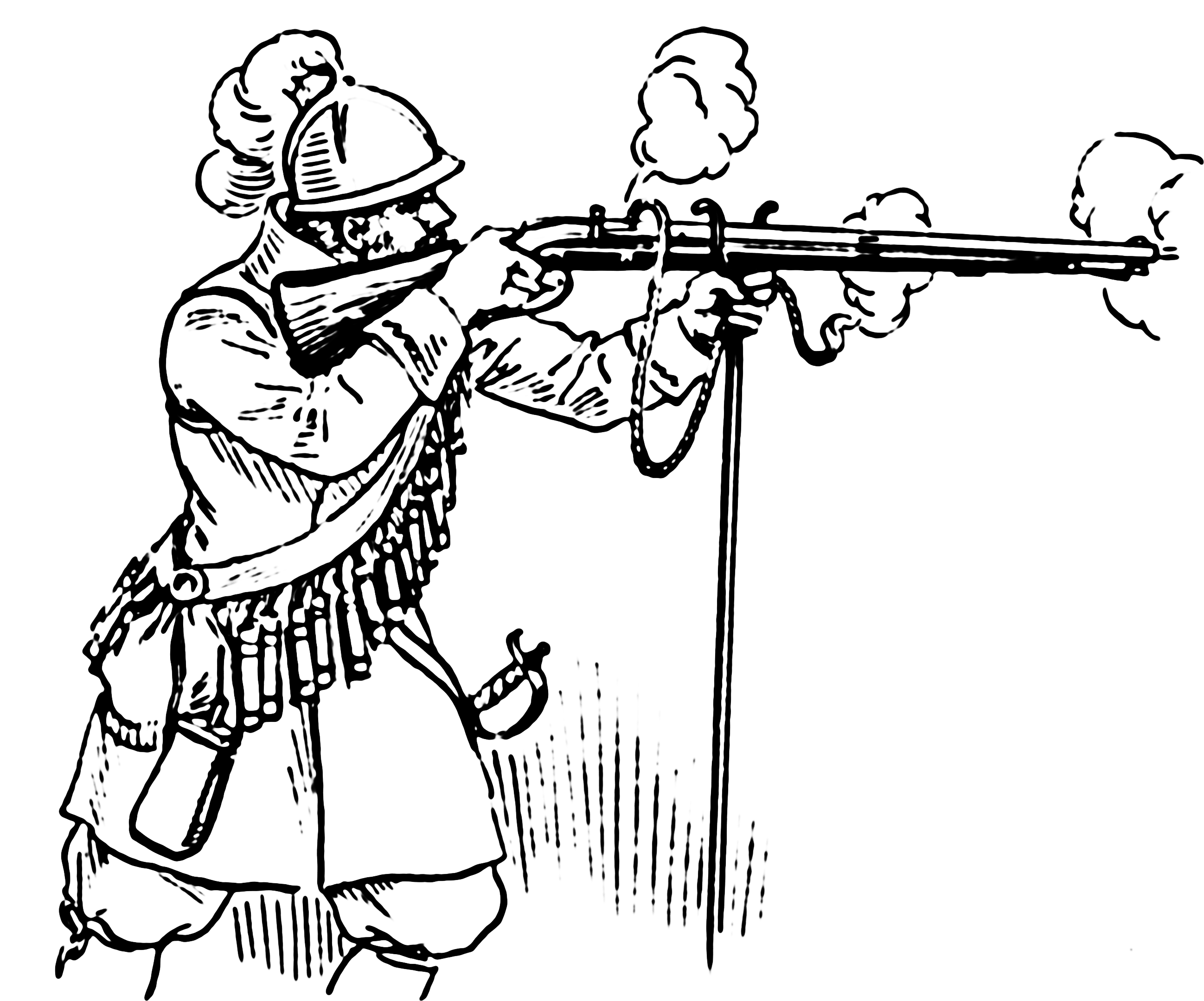
Arquebuse en position de tir, sur sa fourche.

### Siège de Corbie, 1636

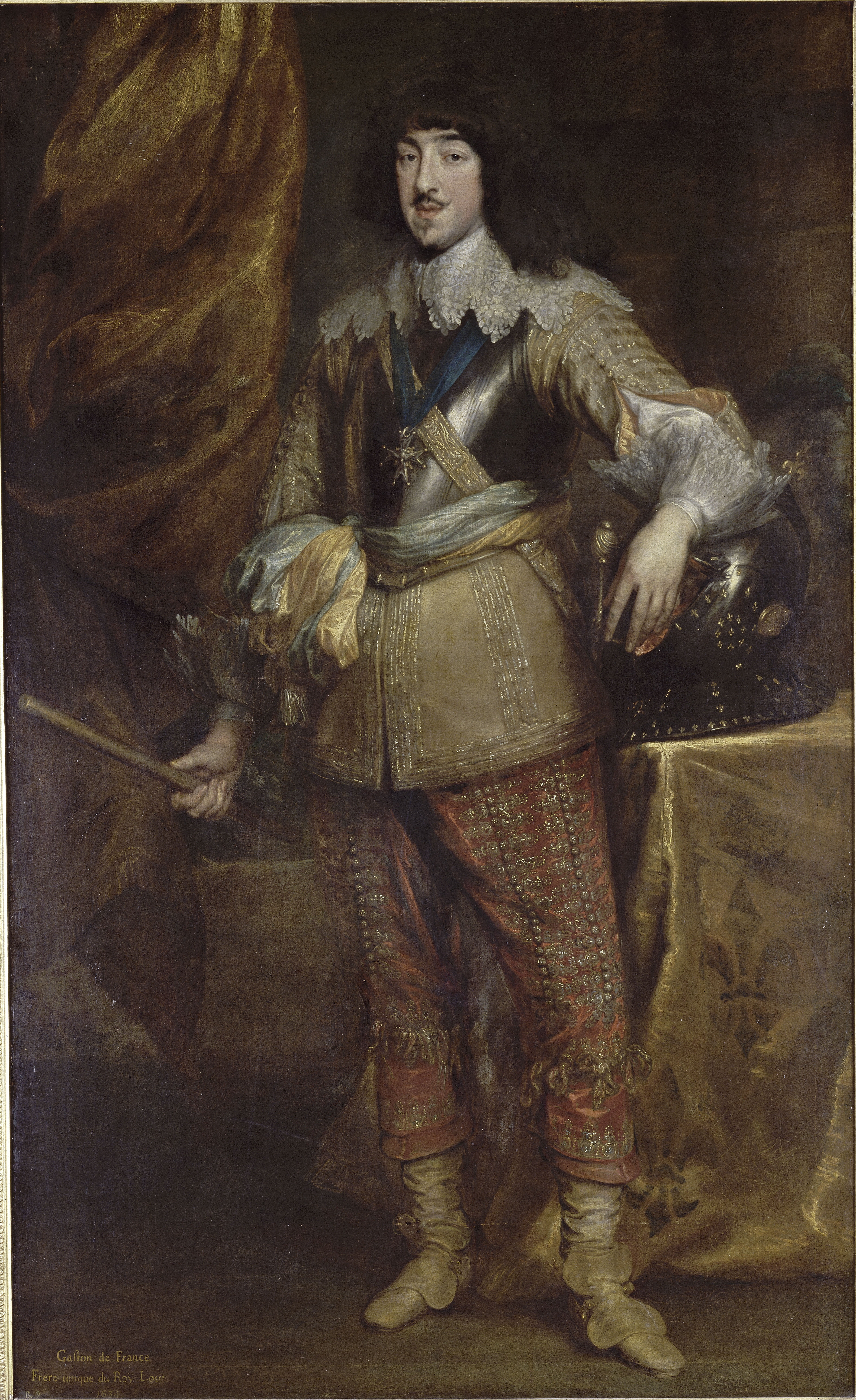
Portrait de Gaston de France, duc d'Orléans, Antoine Van Dyck, 1634.

Le 19 mai 1635, la France déclare la guerre à l'Espagne. Le 14 août 1636, les troupes espagnoles et bavaroises commandées par le cardinal-Infant et Jean de Werth, occupent la forteresse de Corbie le 15 août 1636. Le siège de Corbie par l'armée royale commence le 15 septembre et le 12 novembre la place est aux mains du roi Louis XIII. Au cours du siège, le camp de Gaston d'Orléans est établi à Querrieu ; les premiers hôpitaux de campagne sont installés à Querrieu et à Bussy.

### Canton de Querrieux (1790-1802)

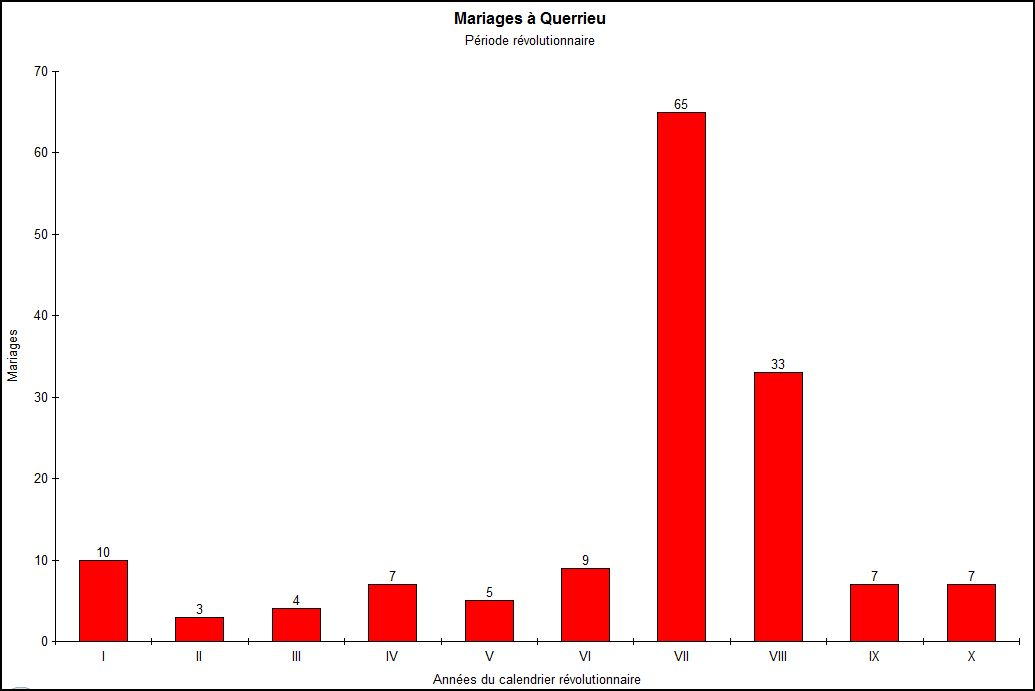
Mariages à Querrieu, période révolutionnaire.

Le département de la Somme, né le 15 janvier 1790, est divisé en soixante-douze cantons, dont celui de Querrieux.
Le canton comprend les communes de Allonville, Bussy-les-Daours, Camon, Cardonnette, Daours, Franvillers, Fréchencourt, La Houssoye, Lamotte-Brebière, Pont-Noyelles, Querrieux, Rivery, Saint-Gratien et Vecquemont.
Les élections à l'Assemblée du canton de Querrieux ont lieu tous les ans.
En l'an VII et jusqu'au 10 germinal de l'an VIII (30 mars 1800), tous les mariages civils du canton de Querrieux, sont prononcés au chef-lieu, conformément à l'article IV de la Loy du 13 fructidor de l'an VI (30 août 1798).
Le canton de Querrieux, est dissout par arrêté consulaire du 17 brumaire de l'an X.
Dans le canton de Querrieux les juges de paix et assesseurs, sont élus annuellement.
Les peines applicables doivent être graduées selon les circonstances « sans néanmoins qu'elles puissent en aucun cas être aux dépens dans une amende d'une valeur d'une journée de travail ou d'un jour d'emprisonnement ni au-delà de la valeur de trois jours de travail ou de trois jours d'emprisonnement ».

### Les premières écoles

#### Première école de garçons
L'enseignement semble avoir été dispensé à partir de 1665, probablement dans l'église. Le premier clerc lai, cumulait ses fonctions avec celle de procureur fiscal de la seigneurie.

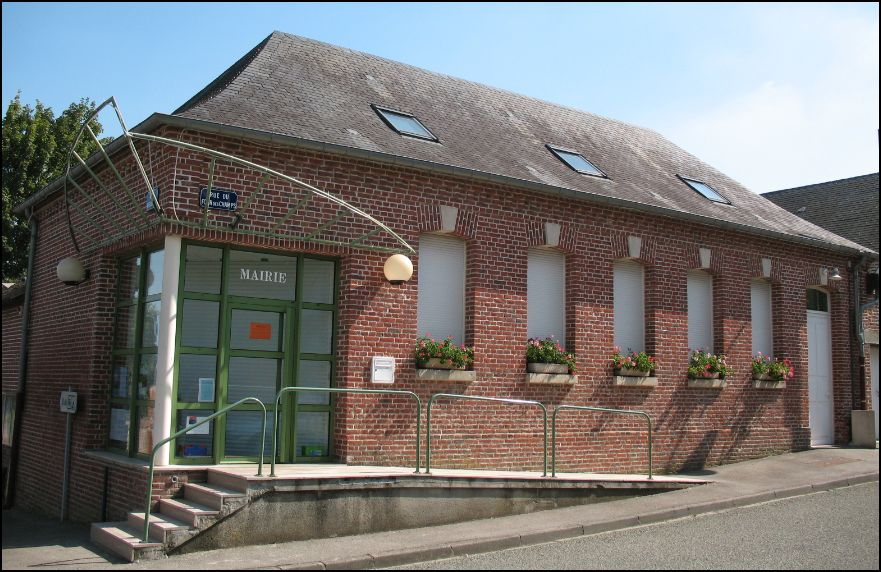
Mairie de Querrieu.

Cet enseignement dans les paroisses a été ordonné par une Déclaration royale du 14 mai 1724, enregistrée au Parlement le 31 du même mois : « Voulons qu'il soit établi autant qu'il sera possible, des maîtres et des maîtresses d'écoles dans toutes les paroisses où il n'y en a point, pour instruire tous les enfants de l'un et de l'autre sexe, des principaux mystères et devoirs de la Religion Apostolique et Romaine, les conduire à la messe tous les jours ouvriers, autant qu'il sera possible, leur donner les instructions dont ils ont besoin sur ce sujet et avoir soin qu'ils assistent au Service divin les dimanches et les fêtes, comme aussi pour y apprendre à lire et même à écrire à ceux qui pourront en avoir besoin... »
La première école a été construite en 1778. Elle était adossée au chœur de l'église. C'était une construction basse, couverte de chaume. Elle fut utilisée jusqu'en 1859, après sa restauration en 1803.
Avant la Révolution, les clercs qui assuraient l'enseignement exerçaient d'autres fonctions : greffiers de la paroisse ou de la seigneurie, leurs noms et qualités se retrouvent dans les registres paroissiaux. L'un d'eux, Eustache Poiré, est l'auteur d'un processionnal noté et illustré : « Processionnal à l'usage du diocèse d'Amiens, où sont contenus ce qui se chante pendant toute l'année, tant feste que dimanche, fait par moy Pierre Eustache Poiré, à Querrieu, 1752 ».
L'efficacité de l'enseignement apparaît avec les vingt-quatre signatures dénotant une bonne expérience de l'écriture, au bas du cahier de doléances établi le 15 mars 1789.
Un nouveau bâtiment groupant la mairie et l'école des garçons est construit en 1867. Il est rénové en 1999, la mairie incluant l'école des garçons désaffectée.

#### École de filles
En novembre 1839, à l'initiative d'Antoine Petigny, curé de la paroisse, une école de filles a été ouverte à Querrieu par la congrégation monastique de la Sainte-Famille d'Amiens. La maison d'école et le mobilier appartenaient à monsieur Petigny qui versait, en outre, un traitement de deux-cents francs pour la sœur d'école, la commune donnant, quant à elle, vingt-cinq francs.
Cette école fut fermée en 1845, après que le maire eut remercié la congrégation de ses services « par une lettre de quelques lignes ».
Mais, en 1850, le nouveau maire adressa à la congrégation de la Sainte-Famille, la demande d'une sœur d'école, ce qui lui fut accordé.
La maison à usage d'école publique et de logement pour la sœur, fut louée pour un montant de cent francs. La municipalité fournit le mobilier de l'école. Avec bien des réparations et des améliorations, cette école fut utilisée jusqu'en 1886.
En 1882, l'enseignement religieux fut supprimé dans les écoles publiques ; les crucifix furent enlevés dans ces établissements. Dans la nuit du dimanche 20 août de cette année, Célinie Baude, sœur d'école à Querrieu depuis dix-sept ans, décéda subitement par rupture d'anévrisme, après avoir fait la distribution des prix dans la journée. Jusqu'en 1892, les sœurs exerceront au titre d'institutrice, avant d'être remplacées par une institutrice laïque.
Une nouvelle école est construite en 1886. C'est un bâtiment en briques, comportant une cave et un étage carré ; il est couvert par un toit d'ardoise orné d'épis de faîtage ; la façade est couronnée par un fronton triangulaire reposant sur une corniche en brique à denticules. Un décor est sculpté sur les linteaux des fenêtres du rez-de-chaussée et sur l'horloge (étoile, fleurs). L'élévation postérieure est aujourd'hui cachée par des constructions récentes.
Rénové et agrandi en 1992, le bâtiment est devenu une école mixte et comprend une classe maternelle.
Ce bâtiment est inscrit à l'inventaire général du patrimoine culturel de la France depuis le 11 septembre 2001.

### Guerre franco-prussienne de 1870

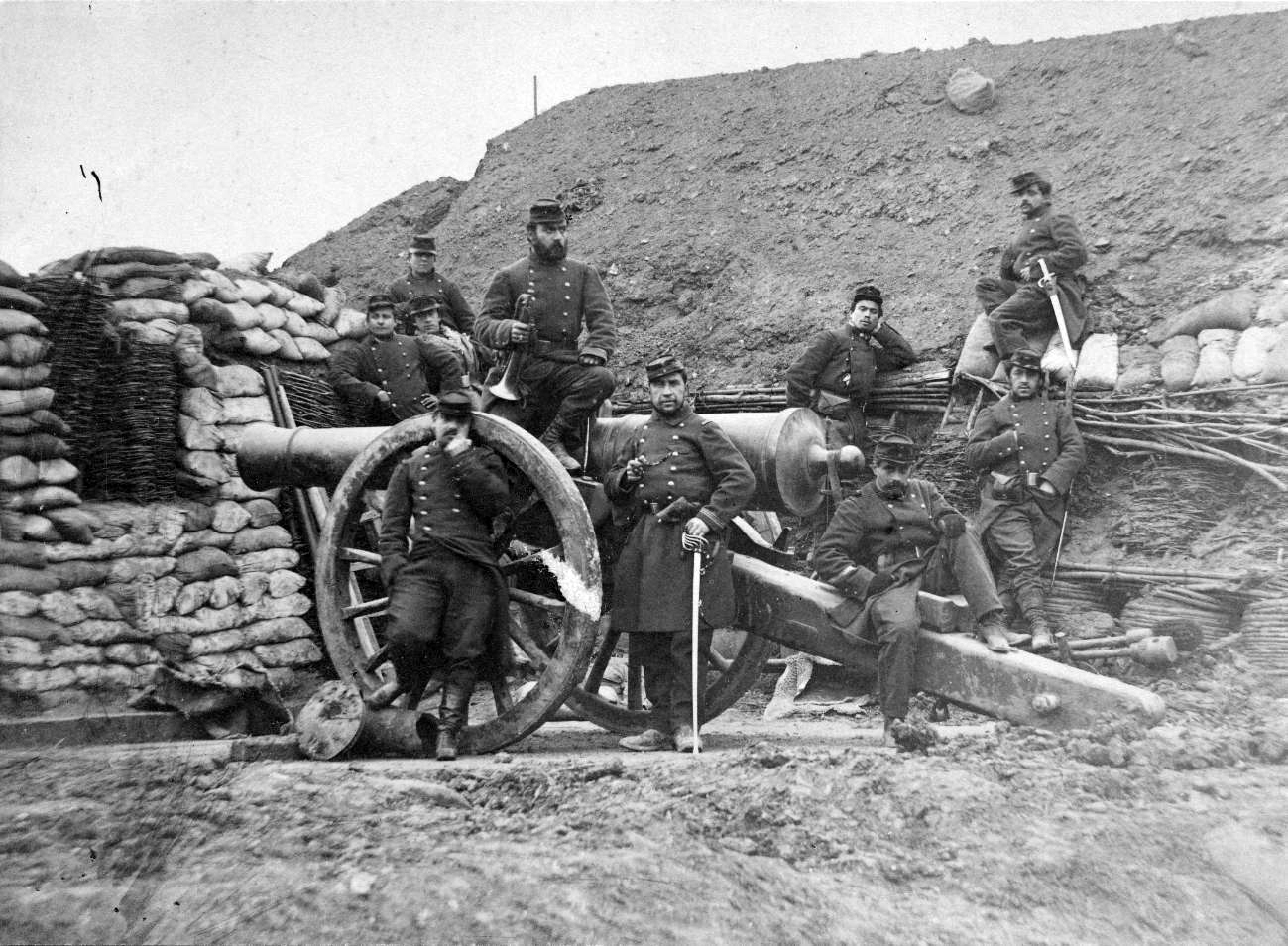
Canon français en batterie.

Au cours de la guerre franco-allemande, Amiens est occupée par les Prussiens en novembre 1870. Le 16 décembre, l'armée française du Nord, commandée par le général Faidherbe, prend position sur les hauteurs qui bordent la rive gauche de l'Hallue.
Le général Manteuffel prend le commandement de l'armée prussienne le 20 décembre et, le même jour, lance une reconnaissance forte d'un escadron de cavalerie et d'un bataillon, soit environ 2 000 hommes, en direction de Querrieu. Arrivée aux lisières est du bois, à deux kilomètres en avant de Querrieu, elle se heurte à un avant-poste français et un combat s'engage. Trois compagnies françaises du 43e de Ligne, parties de Bussy-lès-Daours, contre-attaquent sur le flanc droit de l'ennemi qui se replie sur la Ferme des Alençons puis sur Amiens. Dans cet affrontement, les Prussiens perdent trois officiers et 69 hommes sont tués ou blessés, les Français ont sept morts et vingt blessés. Ce jour-là, un cultivateur au chemin d'Allonville à la sortie du village, requis par un capitaine des chasseurs à pied de Vincennes, ramène dans sa charrette des blessés et des morts français et prussiens qui se sont entretués dans le Bois de l'Equignat. Sept cadavres français et douze prussiens sont alignés dans la cour sur le tas de fumier recouvert de paille fraîche, où ils gèlent rapidement.
Le 23 décembre, le général Manteuffel donne l'ordre d'attaquer à 8 heures sur un front de 12 kilomètres de Daours à Contay, sur un sol enneigé, par une température glaciale, aggravée par un vent soufflant du nord. À neuf heures du matin, les Prussiens occupent le bois de Querrieu, puis le village. Cent cinquante soldats français sont pris et enfermés dans l'église. Des canons prussiens sont mis en batterie sur les hauteurs du village de Querrieu, en bordure de la route d'Amiens, et tirent sur les positions françaises de Pont-Noyelles. Ces dernières ripostent et des obus tombent sur des maisons du village. Dans l'après-midi, 42 pièces sont mises en batterie entre Querrieu et Bussy. Vers 15 h 30, les Prussiens attaquent en masse. Ils progressent dans Pont-Noyelles, mais sont stoppés à la limite Est du village. Le lendemain, les Français font mouvement vers Albert et Bapaume.
Dans le cimetière communal de Querrieu, les restes de douze soldats français et de dix-huit soldats prussiens ont été regroupés dans deux ossuaires, restaurés en 2010 par le Souvenir français.

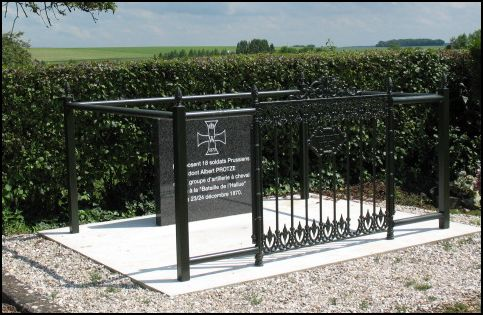
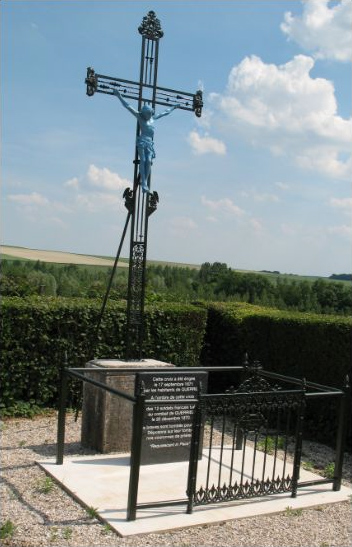
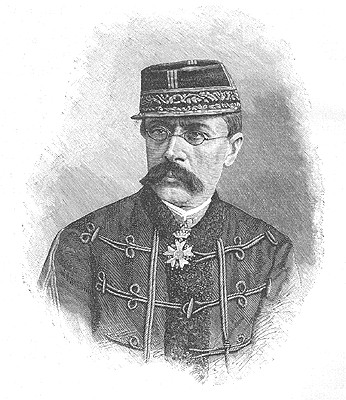
Général Faidherbe, portrait de 1860.
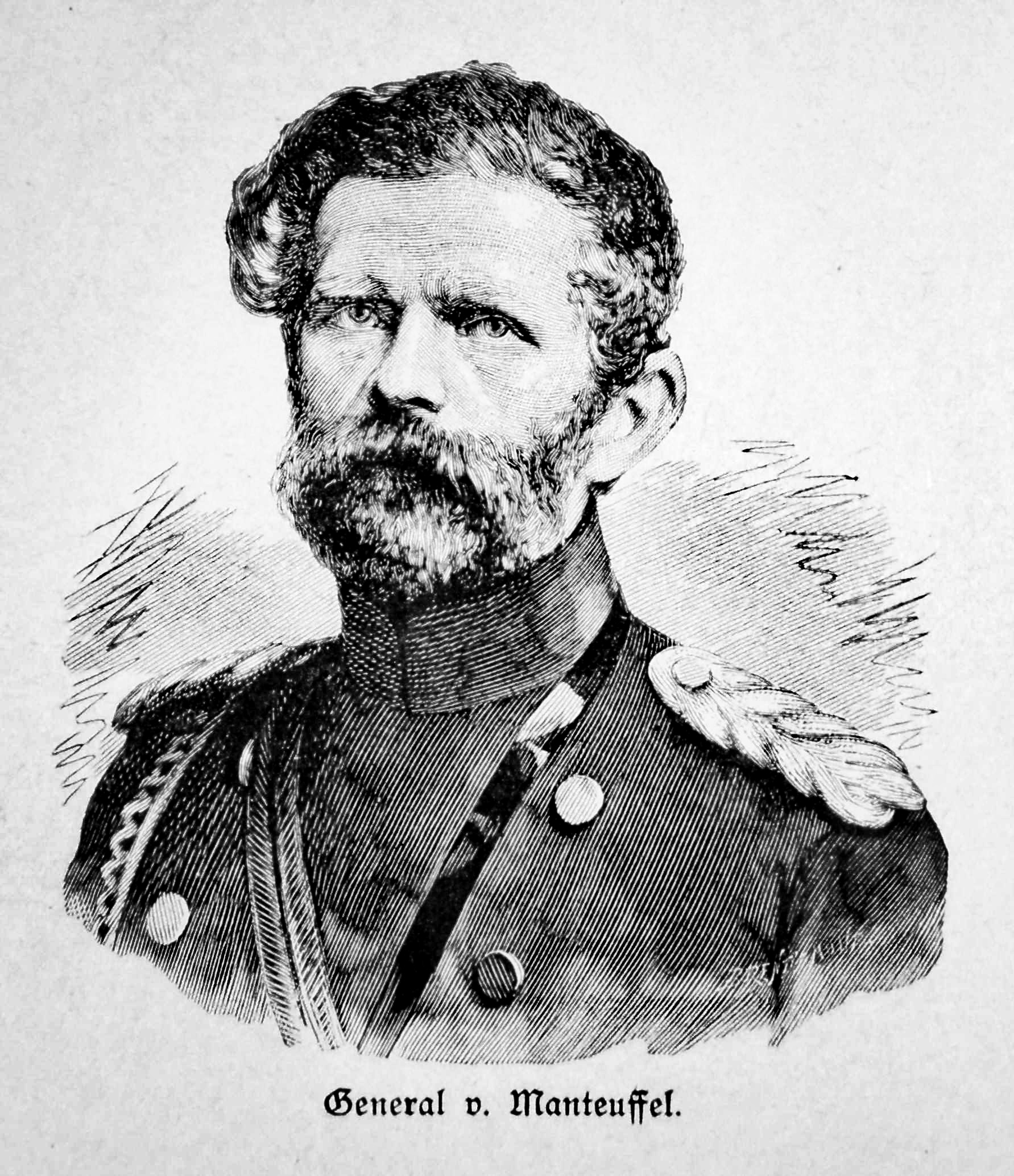
Général von Manteuffel.
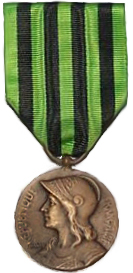
Médaille commémorative de la guerre 1870-1871. Médaille en bronze, portant au revers « Aux défenseurs de la Patrie » et le millésime "1870-1871".

Édouard David, poète picard, a fait de cette bataille une farce dans l'esprit caustique de Lafleur, mais qui se termine par une apothéose patriotique et revancharde L'bataille ed Tcherriu. Cette pièce en trois actes, a figuré au répertoire du théâtre de marionnettes des Bouffes Picardes de 1884 à 1911 (Lafleur et les théâtres amiénois de cabotins).
En voici quelques courts extraits :
- Ch'est mi, ch'est Lafleur, n'mé fouaite point d'mo, jé n'sus mi méchant ! (c'est moi, c'est Lafleur, ne me faites pas de mal, je ne suis pas méchant !)

Lafleur s'adresse à Blaise, son compère :
- Nom des boés ! Ch'est cho la dgerre, o s'berzille sans s'vir, mais ch'est qu'o r'rchuvroait sein prêt, sans savouèr tch'ech-qui vo l'invoéye! (Nom des bois ! C'est cela la guerre, on se massacre sans se voir, mais c'est qu'on recevrait bien un mauvais coup, sans savoir qui est-ce qui vous l'envoie !)

### Première Guerre mondiale

#### Guerre de mouvement, 1914

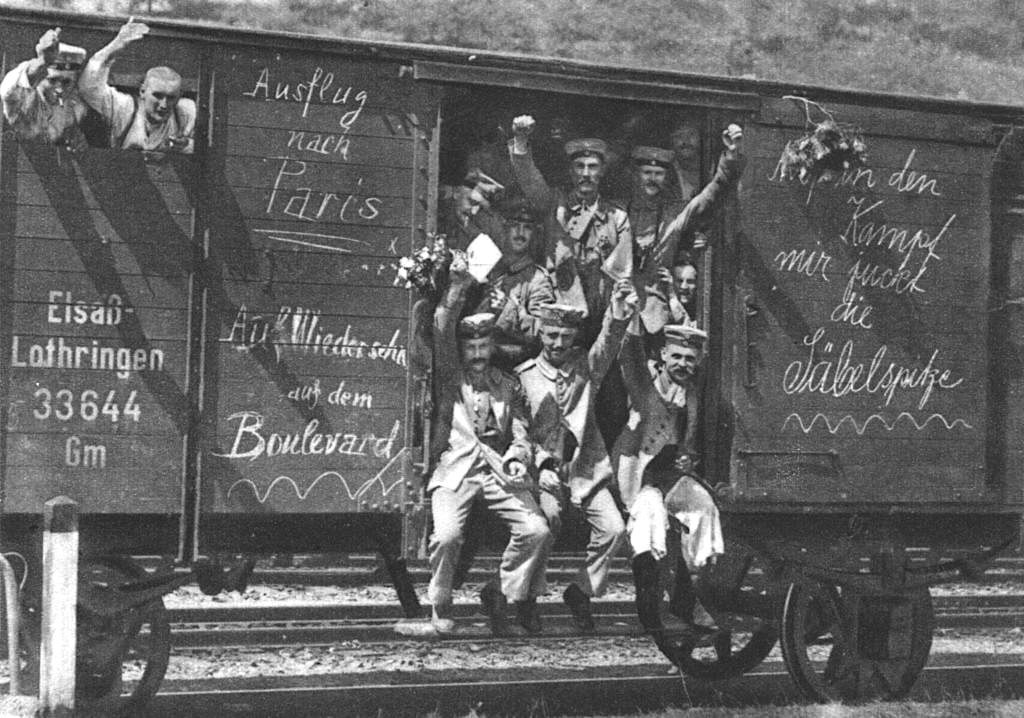
Soldats allemands allant au front, août 1914.

Entre le 15 et le 20 août 1914, les habitants de Querrieu voient passer des convois automobiles comprenant des camions et des autobus à étage, transportant des troupes anglaises en direction d'Albert. Le 21 août, le Progrès de la Somme annonce que les Allemands sont à Bruxelles et, deux jours après Anvers est sur la défensive. À partir du 24, on entend la canonnade en direction du nord-est et les Anglais passent de nouveau, mais en direction d'Amiens. Pressentant que les Allemands les suivent de près, la plupart des habitants de Querrieu quittent le village pour des villages voisins qui ne sont pas traversés par les troupes. Le 27, tous les Anglais ont quitté Amiens en direction de Rouen. Les 28 et 29 août, à Bapaume et Proyart, l'infanterie française tente en vain d'arrêter les Allemands qui poursuivent leur avance vers Villers-Bretonneux et Amiens. De Querrieu, le canon est entendu de plus en plus nettement, provoquant la fuite des derniers habitants valides. Le 30 au matin, depuis les villages environnants, les évacués entendent de nouveau le canon ; ce sont les Allemands qui, depuis les bois de Querrieu et d'Allonville, tirent pendant deux heures sur Camon pour en chasser les militaires français qui vont embarquer dans les derniers trains en partance pour Paris et Rouen. Les Allemands pénètrent dans Amiens sans combat et le 2 septembre, des uhlans patrouillent dans Querrieu. Le vendredi 11 septembre dans la matinée, des fantassins allemands traversent Querrieu mais en direction d'Albert. Ce sont à nouveau des troupes françaises qui traversent Querrieu pour s'établir au-delà d'Albert. La bataille se déplace vers l'Artois et les Flandres.

#### Installation des Britanniques à Querrieu

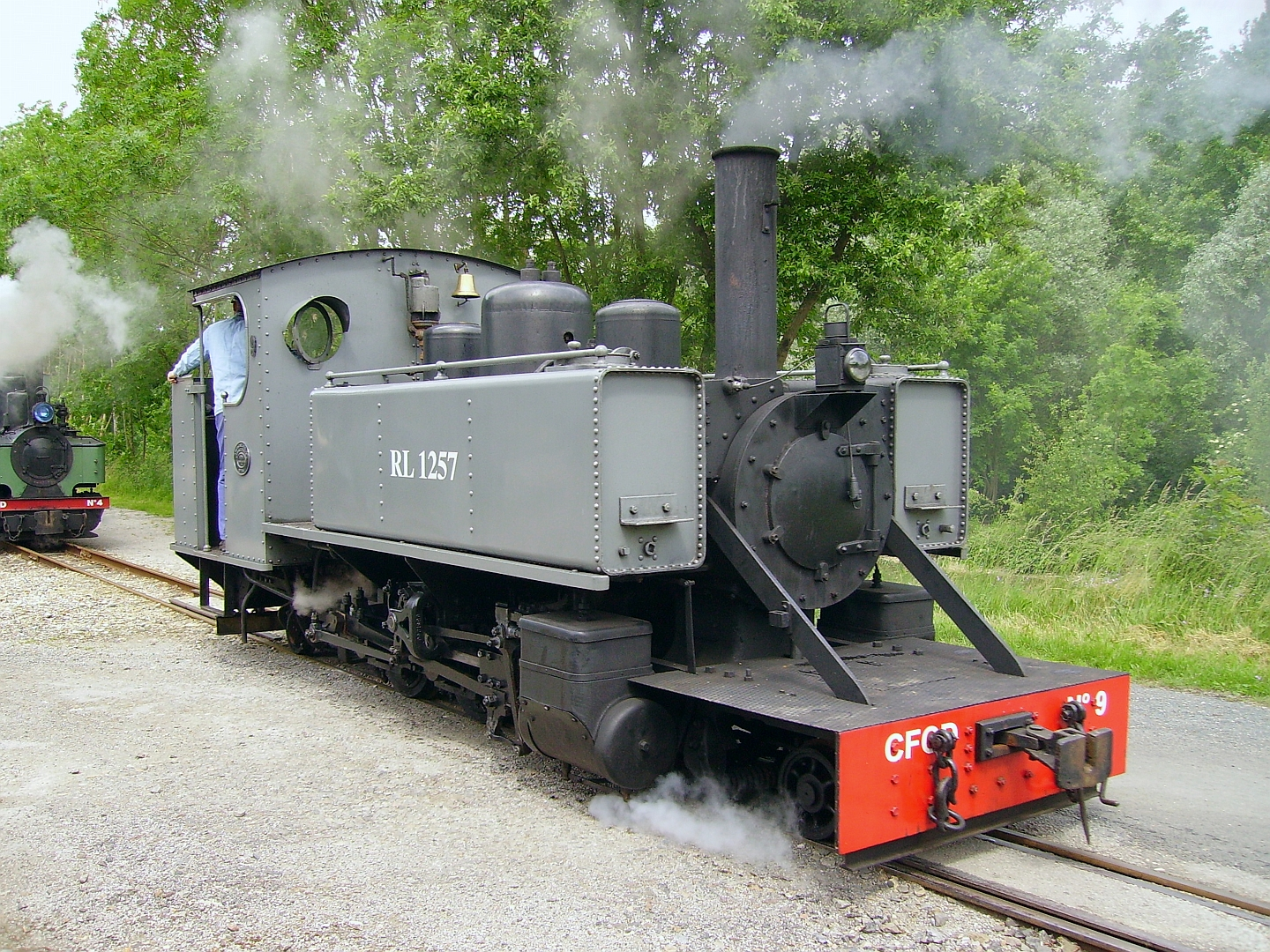
Locomotive Alco-Cooke. Modèle utilisé par les armées britanniques en 1916.

Dans les premiers jours du mois d'octobre 1914, montant vers l'Artois et les Flandres, les Anglais repassent à Querrieu. Le village est dès lors occupé par des troupes britanniques. Un chemin de fer à voie étroite passe au nord du village ; depuis les berges de la Somme en aval d'Amiens, il permet d'alimenter en matériel et munitions les troupes qui au-delà d'Albert sont au contact de l'ennemi. Les grands talus en bordure des chemins sont creusés d'abris pour des pièces d'artillerie et leurs munitions. Des relais d'ambulances sont installés et de nombreuses lignes télégraphiques et téléphoniques sillonnent la campagne. Un camp pour prisonniers allemands est créé à l'angle de la route Amiens-Albert et du bois de Querrieu. Un Town Major installé dans une grande maison au centre du village, assure la liaison entre l'armée britannique et la municipalité ; il établit les cantonnements et les réquisitions et en rembourse rapidement les indemnités correspondantes aux intéressés. Renommant les rues, des panneaux indicateurs apparaissent en 1916 : Amiens road, Saint-Gratien road, Oxford Street, Burton Strette, Charing Cross road, Cheapside Street, Marconi Street, Cannon Street. Un officier de liaison français est détaché auprès de l'État Major de la 4e armée britannique qui occupe le château de Querrieu, il a son bureau dans les locaux de la Poste. En mai et juin 1916, de nombreuses unités cantonnent dans le village et sur la plaine. Au grand étonnement des villageois, les cavaliers de l'armée des Indes, campés au nord du village, font leur cuisine traditionnelle dont leur pain en fines galettes, ce qui fait dire : I n'ming't qu'des landimolles, qui foaittent tchuire su des cailleux (Ils ne mangent que des crêpes, qu'ils font cuire sur des cailloux). Les habitants ne sont plus autorisés à circuler que s'ils possèdent le sauf-conduit portant le cachet carré de la British Army (square stamp).

#### Juillet 1916, bataille de la Somme

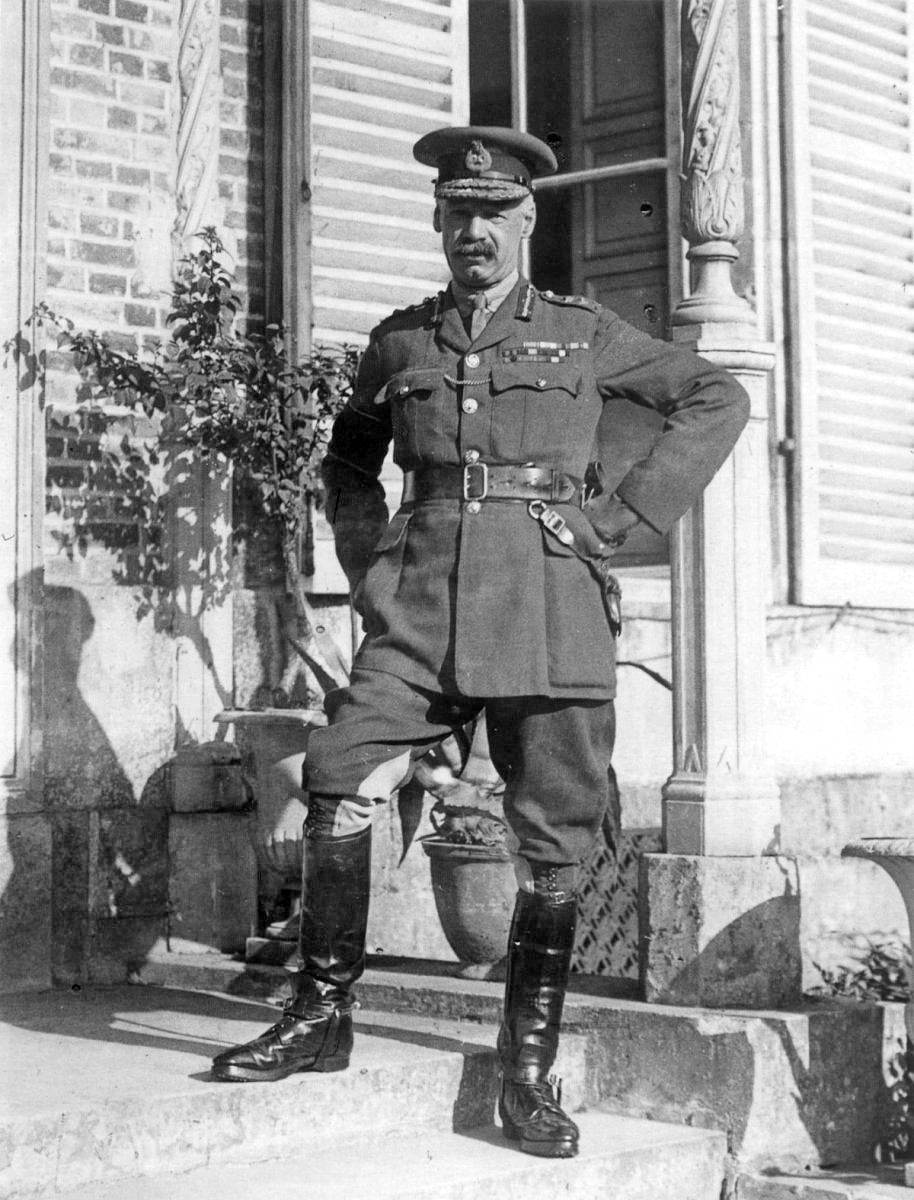
Le général Rawlinson devant le château de Querrieu.

En 1916, le quartier général de la 4e armée britannique sous le commandement du général Rawlinson, occupe le château de Querrieu.
Le 1er juillet, le général Douglas Haig, commandant en chef des forces britanniques en France, est sur place. À 7 h 30, l'ordre est donné de sortir des tranchées, après une formidable préparation d'artillerie qui ne parvient pas à détruire l'artillerie allemande non repérable derrière des collines, et d'une portée insuffisante pour atteindre la seconde ligne de défenses, retranchée trois kilomètres en arrière de la première. C'est le début de la bataille la plus meurtrière pour l'infanterie britannique.
Durant plusieurs semaines, c'est un va-et-vient de personnalités civiles et militaires, du général Foch à Lord Balfour premier ministre de Sa Majesté.
Le 10 août, tout l'état-major est réuni à Querrieu autour de George V qui décore des officiers français, dont les généraux Fayolle et Balfourier. Le souverain était accompagné de son fils, le jeune Prince de Galles, futur roi Edouard VIII du Royaume-Uni, puis duc de Windsor après moins d'un an de règne.

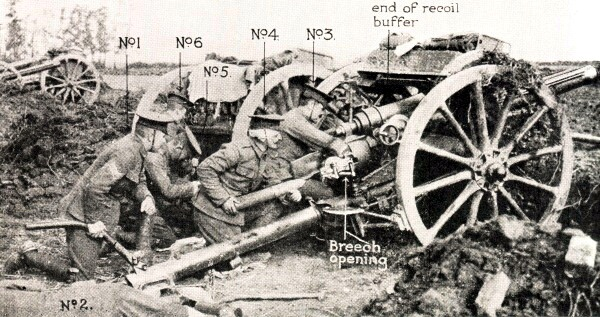
Pièce de 18 en action, Somme 1916.
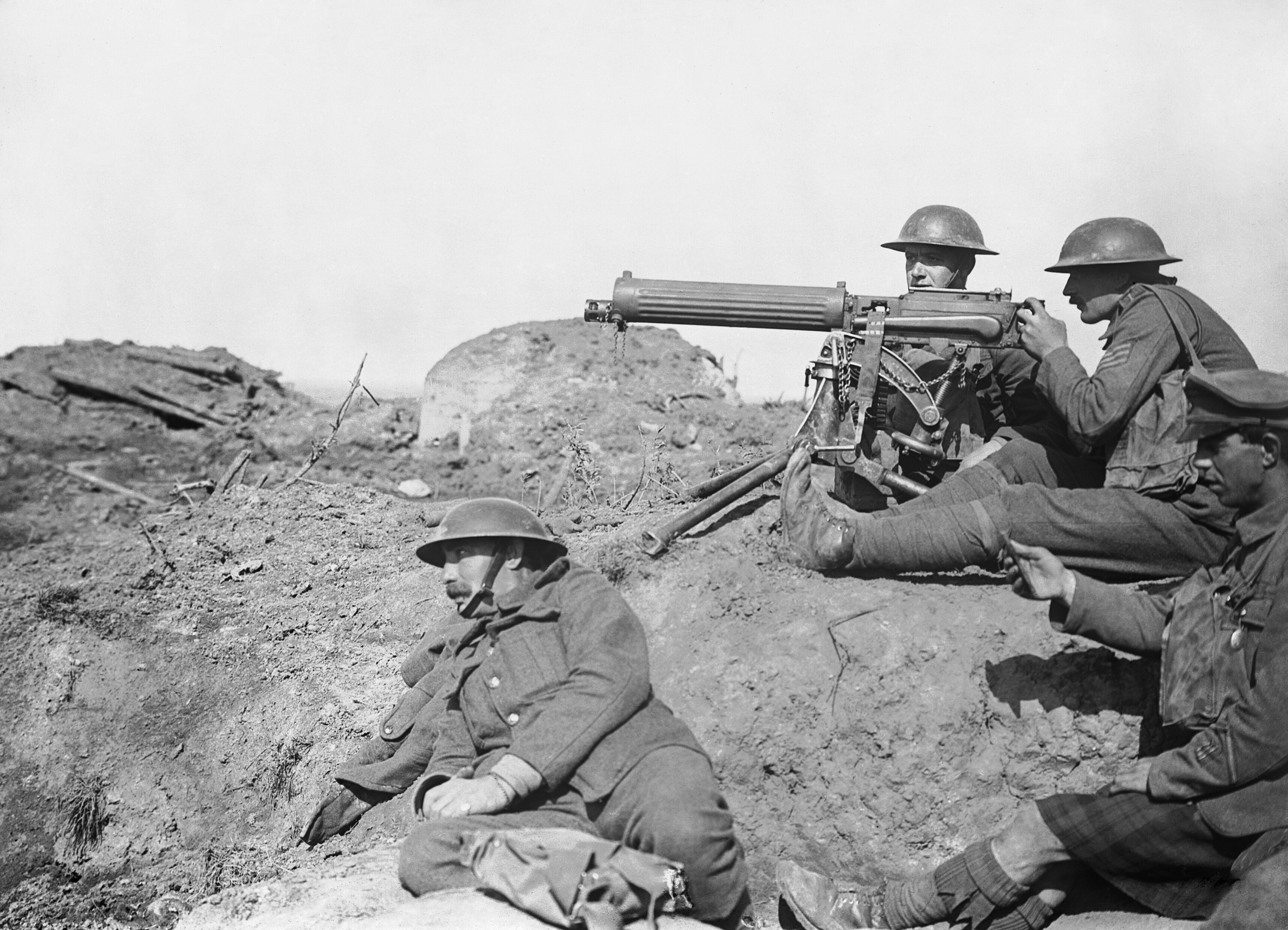
Mitrailleuse Vickers en action, Somme 1916.
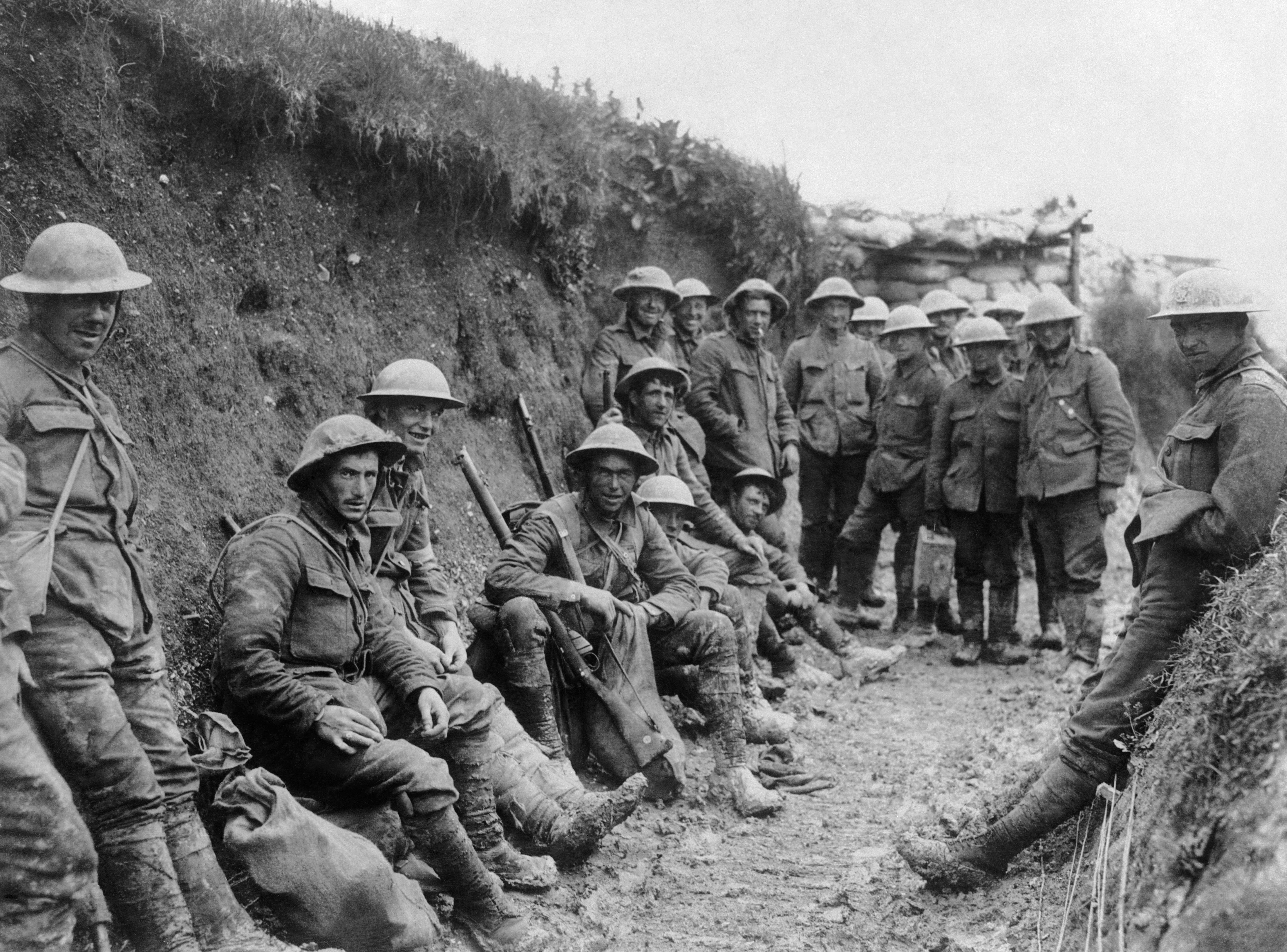
Fantassins du Royal Irish Rifle, Somme 1916.

#### Printemps 1918, offensive allemande

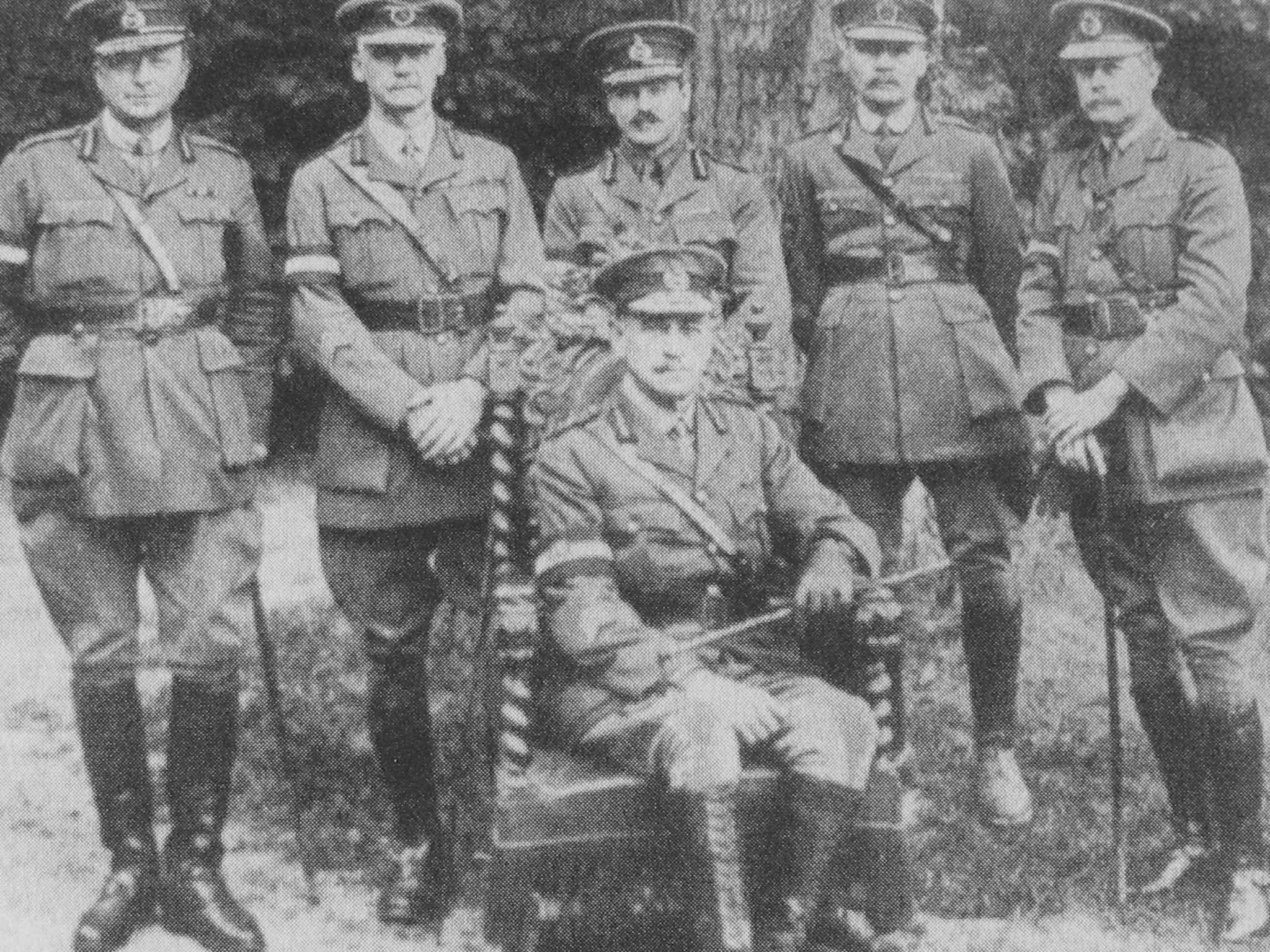
Le général John Monash et son état-major.

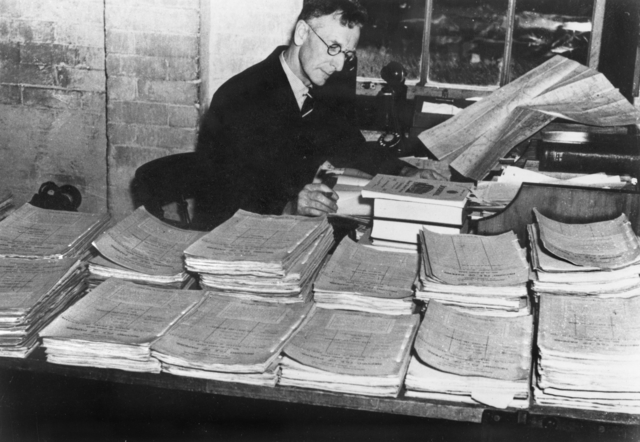
Charles W. W. Bean en 1935.

Au printemps 1918, les Allemands lancent une offensive en direction d'Amiens. De nombreuses troupes britanniques cantonnent dans le village et sur tout le territoire, les habitants ayant été évacués vers les villages voisins. Le 31 mai, le général John Monash prend le commandement du Corps australien et s'installe avec son état-major au château de Saint-Gratien.
En mai 1918, dans le bas de Burton Street (rue Pellion), la grande maison de l'exploitant d'une brasserie (brewery) située de l'autre côté de la rivière Hallue, est devenue le quartier général des correspondants de guerre australiens, dont Charles W. W. Bean, qui deviendra l'auteur de l'Histoire officielle de l'Australie dans la guerre 1914-1918. Les dépendances de la maison sont occupées par une compagnie du 21e bataillon d'infanterie australien, qui prend le nom de "Querrieu Brewery Company. L'un des correspondants de guerre (C. W. W. Bean lui-même ?) décrit le déroulement d'une journée pour les hommes de la compagnie (logement, repas, exercices militaires, loisirs, ...) :
(texte intégral, en anglais : Official History of Australia in the war 1914-1918, volume VI, chapter I, pages 8 à 18. (voir lien externe : Official history of Australia in the war 1914-1918)
Le 4 juillet à 3 heures 30 du matin, le général Monash lance une attaque combinant artillerie, chars, infanterie et aviation sur Le Hamel, position dominant les lignes allemandes vers Villers-Bretonneux. Le 21e bataillon prend trois tranchées aux Allemands. Pendant cette attaque la "Querrieu brewery company" forme la gauche du bataillon.
Le 20 juillet, devant le château de Querrieu, après un défilé des troupes, le général Monash remet des distinctions et médailles à la 4e division d'infanterie qui s'est distinguée à la prise du Hamel, mais en y en perdant 24 officiers et 480 hommes.
Une batterie d'artillerie lourde britannique installée à la limite nord du village, tire sur les positions allemandes en direction de Villers-Bretonneux.

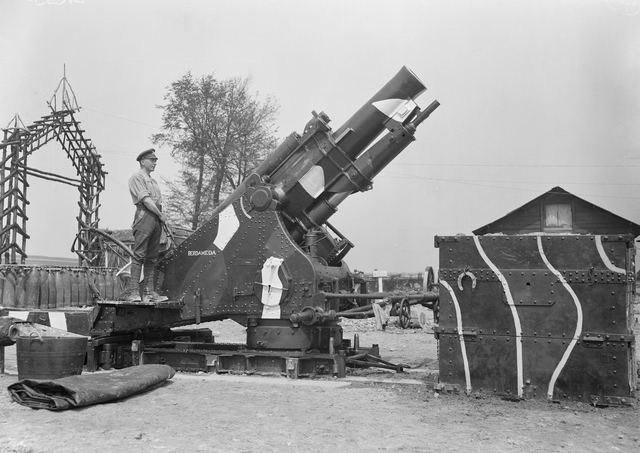
Artillerie de siège britannique : 9.2 pouces Howitzer soutenant les forces australiennes en mai 1918 sur le front de la Somme.

L'artillerie allemande riposte et des obus détruisent des maisons, des bâtiments agricoles et endommagent gravement l'église. La contre-offensive britannique déclenchée début juillet, éloigne la ligne de front et, en août, les habitants peuvent rentrer chez eux.
En mars 1918, la 2e Australian Tunnelling Company (compagnie de pionniers) a été envoyée à Querrieu pour y cantonner. Une de ses premières actions a été de créer un cimetière, dans lequel huit de ses hommes seront inhumés du 9 avril au 13 juin.
Le cimetière a été fermé en août ; il contient les tombes de 103 soldats australiens et britanniques.

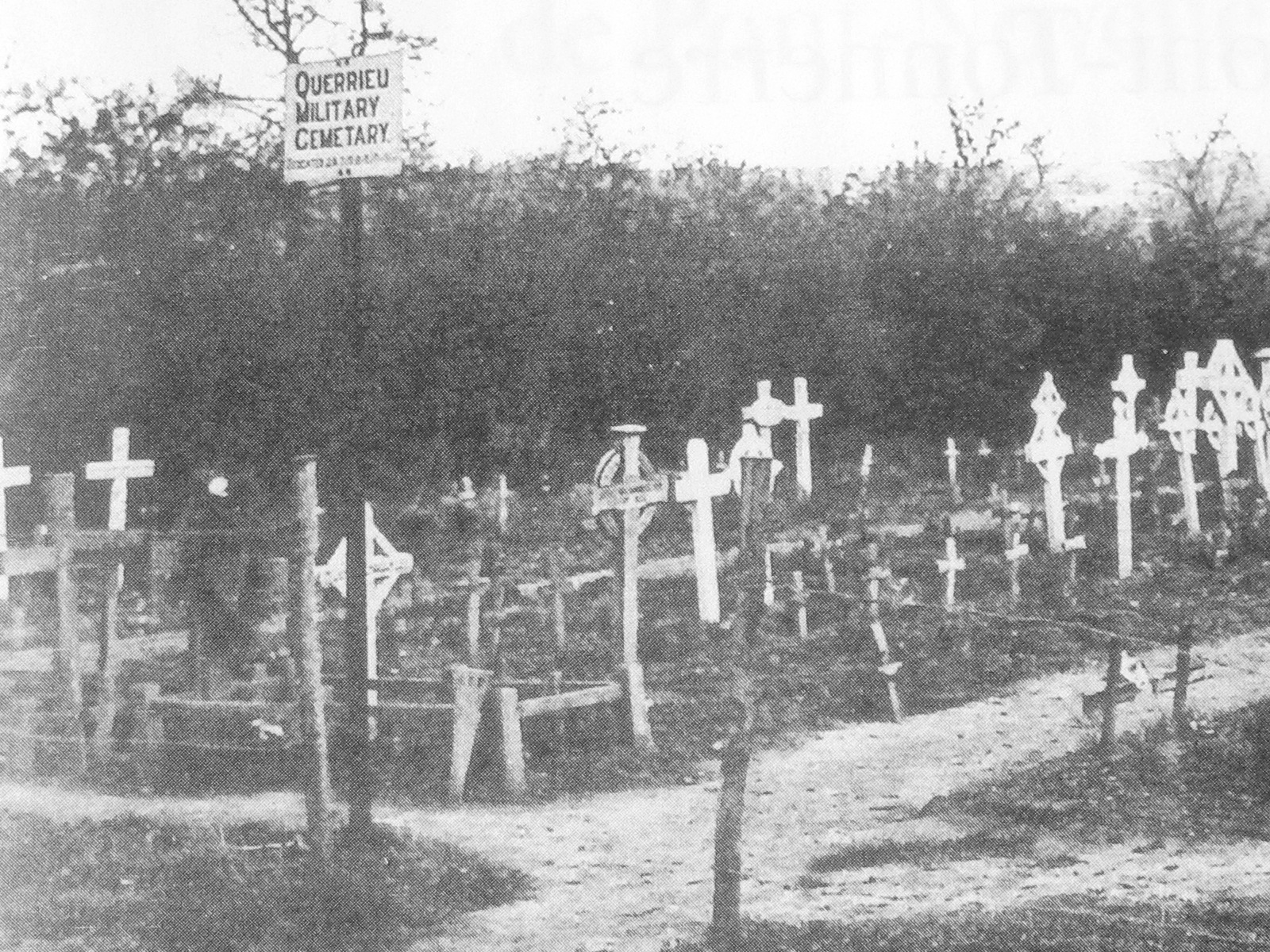
Le cimetière militaire dédicacé par le Rev. Pitt Owen le 19 mars 1918.
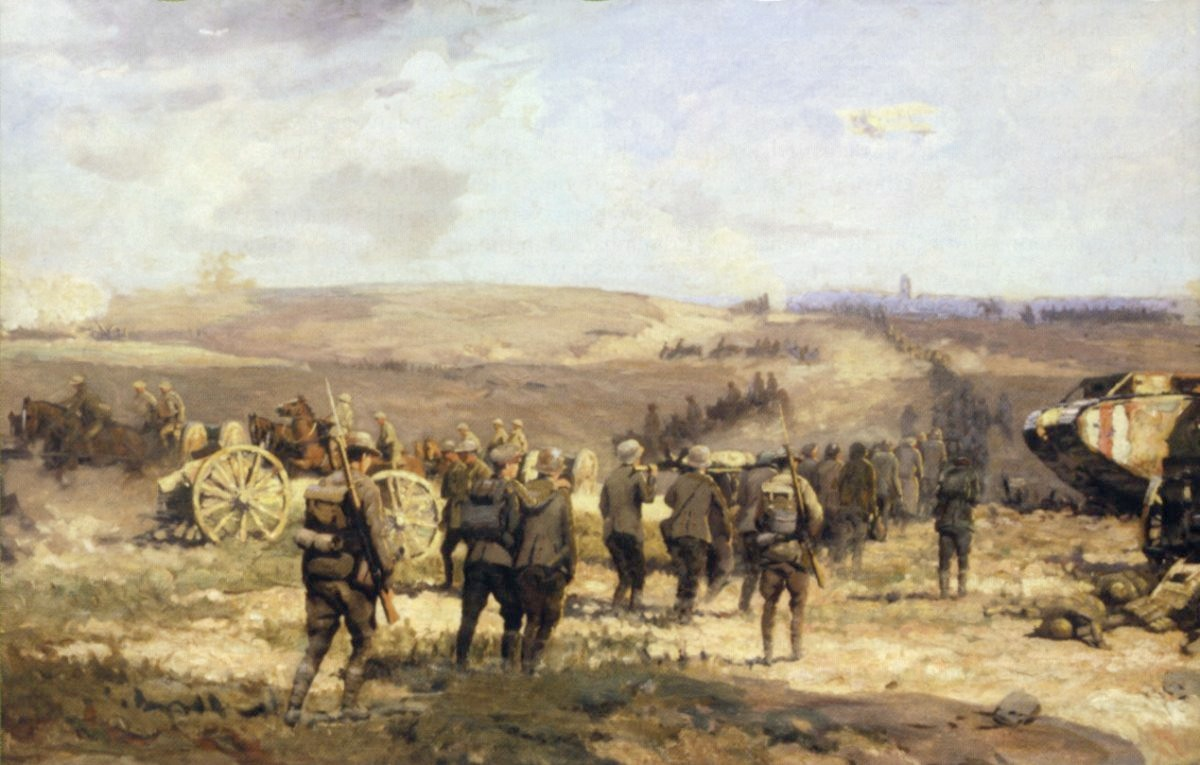
Colonne de prisonniers allemands faits le 8 août 1918 au nord-est d'Amiens par les troupes du général Monash.

### Seconde Guerre mondiale

#### Août 1944
En début de l'après-midi du 26 août, deux vagues d'avions lâchent leurs bombes sur le bois de Querrieu, faisant sauter le gros dépôt de munitions installé par les Allemands. Le lendemain, les munitions légères entreposées dans le parc du château sont immergées dans les étangs. Dans la nuit du lundi au mardi 29 août, de grandes lumières blanches, visibles d'Amiens, apparaissent au-dessus du bois de Querrieu, de puissantes détonations sont entendues, c'est ce qui reste du dépôt de munitions et d'une rampe de lancement pour V1, que les Allemands font exploser.
Le 31 août, vers 14 heures, des half-tracks britanniques, venant de Daours et Pont-Noyelles, entrent dans le village. Sans s'y arrêter ils continuent vers Amiens, jusqu'au pont Beauvillé qui, protégé par des résistants, n'a pas été détruit.
Après avoir mis leurs canons antiaériens hors d'usage, les derniers soldats allemands s'enfuient vers Fréchencourt.

## Politique et administration

### Rattachements administratifs et électoraux
La commune se trouve dans l'arrondissement d'Amiens du département de la Somme (département). Pour l'élection des députés, elle fait partie depuis 2012 de la quatrième circonscription de la Somme.
Après avoir été chef-lieu du canton de Querrieux de 1793 à 1801, la commune intègre cette année-là le canton de Villers-Bocage. Dans le cadre du redécoupage cantonal de 2014 en France, elle fait désormais partie du canton d'Amiens-2.

### Intercommunalité
La commune était membre de la communauté de communes Bocage Hallue, créée fin 1999.
Dans le cadre des dispositions de la loi portant nouvelle organisation territoriale de la République du 7 août 2015, qui prévoit que les établissements publics de coopération intercommunale (EPCI) à fiscalité propre doivent avoir un minimum de 15 000 habitants, la préfète de la Somme propose en octobre 2015 un projet de nouveau schéma départemental de coopération intercommunale (SDCI) qui prévoit la réduction de 28 à 16 du nombre des intercommunalités à fiscalité propre du Département.
Ce projet prévoyait la « fusion des communautés de communes du Bernavillois, du Doullennais et de Bocage Hallue », le nouvel ensemble de 34 661 habitants regroupant 70 communes. À la suite de l'avis favorable du Doullennais, du Bernavillois, de l'avis défavorable de Bocage-Hallue (dont une partie des communes souhaitait rejoindre la communauté d'agglomération Amiens Métropole), la commission départementale de coopération intercommunale donne un avis favorable à la fusion en mars 2016,.
Celle-ci intervient le 1er janvier 2017, créant la communauté de communes du Territoire Nord Picardie à laquelle la commune se retrouve intégrée en 2017, contre son gré,.
Elle obtient de la quitter pour intégrer la communauté d'agglomération dénommée Amiens métropole le 1er janvier 2018,,,.

### Liste des maires
De 1792 à 1798
- Adrien Dervois, élu le 19 décembre 1792.
- Amable Degouy, (1793-1795) commissaire des citoyens administrateurs révolutionnaires.
- Gervais Daullé (1794)
- Vast Vasseur (1795) agent national de la commune.
- Jacques Lengellé (1796) commissaire du Directoire exécutif.
- Pierre Minotte (1798) agent municipal.

Depuis 1798
| Période       | Période                      | Identité               | Étiquette | Qualité           |
| ------------- | ---------------------------- | ---------------------- | --------- | ----------------- |
| 1798          | 1801                         | Honoré Rigaut          |           | Notaire           |
| 1801          | 1808                         | Pierre Marsille        |           | Officier de santé |
| 1808          | 1816                         | Jean-François Deleval  |           | Brasseur          |
| 1816          | 1825                         | Léonor Renard          |           | Agriculteur       |
| 1825          | 1831                         | Jean-Baptiste Picard   |           | Agriculteur       |
| 1831          | 1833                         | Louis Rigaut           |           | Notaire           |
| 1833          | 1841                         | Deleval                |           | Brasseur          |
| 1841          | 1848                         | Jean-Baptiste Picard   |           | Agriculteur       |
| 1848          | 1854                         | François Rigaut        |           | Notaire           |
| 1854          | 1857                         | François Léonor Renard |           | Agriculteur       |
| 1857          | 1870                         | Louis Gadoux           |           | Agriculteur       |
| 1870          | 1877                         | Louis Manot            |           | Clerc de notaire  |
| 1877          | 1878                         | Raoul De Gaudechart    |           | Propriétaire      |
| 1878          | 1882                         | Théodore Deleval       |           | Brasseur          |
| 1882          | 1888                         | Hippolyte Pilliot      |           | Médecin militaire |
| 1888          | 1889                         | Moïse Crétal           |           | Notaire           |
| 1889          | 1896                         | Vital Bouffez          |           | Agriculteur       |
| 1896          | 1900                         | Pierre Domon           |           | Agriculteur       |
| 1900          | 1919                         | Léon Chrétien          |           | Brasseur          |
| 1919          | 1941                         | Georges Patte          |           | Bonnetier         |
| 1941          | 1953                         | Eugène Bouffez         |           | Agriculteur       |
| 1953          | 1971                         | Daniel Parent          |           | Agriculteur       |
| 1971          | 1989                         | Henri Bignon           |           | Industriel        |
| 1989          | juillet 2001                 | Gilbert Descamps       |           | Agriculteur       |
| 2001          | 2020                         | Francine Briault       |           | Enseignante       |
| juillet 2020, | En cours (au 8 octobre 2020) | Jonathan Sanglard      |           | Cadre commercial  |

### Politique de développement durable
(mars 2018).
Si vous disposez d'ouvrages ou d'articles de référence ou si vous connaissez des sites web de qualité traitant du thème abordé ici, merci de compléter l'article en donnant les références utiles à sa vérifiabilité et en les liant à la section « Notes et références ».
- Enfouissement des réseaux électriques et éclairage des rues.
- Bordurage des rues et plantations d'arbres.
- Alimentation de Querrieu et Pont-Noyelles en eau potable par un château d'eau et station de pompage sur le territoire de Querrieu.
- Traitement des eaux usées de Querrieu et Pont-Noyelles par une unité de décantation située sur le territoire de Pont-Noyelles.
- Projet de traitement des eaux usées par épandage en remplacement du traitement par décantation.

### Distinctions et labels
- La commune est saluée pour son fleurissement remarquable, elle est confirmée dans l'obtention d'une troisième fleur et reçoit le prix coup de cœur du jury en 2024 au concours des villes et villages fleuris[70].

### Jumelages
Au 26 juin 2012, Querrieu n'est jumelée avec aucune commune.

## Population et société

### Démographie
L'évolution du nombre d'habitants est connue à travers les recensements de la population effectués dans la commune depuis 1793. Pour les communes de moins de 10 000 habitants, une enquête de recensement portant sur toute la population est réalisée tous les cinq ans, les populations de référence des années intermédiaires étant quant à elles estimées par interpolation ou extrapolation. Pour la commune, le premier recensement exhaustif entrant dans le cadre du nouveau dispositif a été réalisé en 2006.

En 2022, la commune comptait 621 habitants, en évolution de −4,61 % par rapport à 2016 (Somme : −1,26 %, France hors Mayotte : +2,11 %).
| 1793 | 1800 | 1806 | 1821 | 1831 | 1836 | 1841 | 1846 | 1851 |
| ---- | ---- | ---- | ---- | ---- | ---- | ---- | ---- | ---- |
| 617  | 755  | 856  | 773  | 857  | 903  | 916  | 860  | 831  |

| 1856 | 1861 | 1866 | 1872 | 1876 | 1881 | 1886 | 1891 | 1896 |
| ---- | ---- | ---- | ---- | ---- | ---- | ---- | ---- | ---- |
| 815  | 830  | 823  | 806  | 921  | 848  | 776  | 694  | 662  |

| 1901 | 1906 | 1911 | 1921 | 1926 | 1931 | 1936 | 1946 | 1954 |
| ---- | ---- | ---- | ---- | ---- | ---- | ---- | ---- | ---- |
| 622  | 623  | 540  | 481  | 480  | 467  | 480  | 493  | 487  |

| 1962 | 1968 | 1975 | 1982 | 1990 | 1999 | 2006 | 2011 | 2016 |
| ---- | ---- | ---- | ---- | ---- | ---- | ---- | ---- | ---- |
| 457  | 508  | 544  | 583  | 643  | 687  | 692  | 666  | 651  |

| 2021 | 2022 | - | - | - | - | - | - | - |
| ---- | ---- | - | - | - | - | - | - | - |
| 625  | 621  | - | - | - | - | - | - | - |

### Enseignement
Querrieu est située dans l'académie d'Amiens.
La ville administre une école maternelle et une école élémentaire communale dans le cadre d'un regroupement pédagogique intercommunal avec la commune de Pont-Noyelles.

### Manifestations culturelles et festivités
- Repas des aînés de la commune, le deuxième dimanche de février en la salle des fêtes municipale (ambiance musicale, animations).
- Fête communale le troisième dimanche de juin (attractions sur une place publique).
- Fête des écoles le dernier samedi de juin à 17 heures en la salle des fêtes municipale avec les enfants des écoles de Querrieu et de Pont-Noyelles, suivie d'un repas pique-nique (fête annuelle alternée avec la commune de Pont-Noyelles).
- Fête nationale, le 14 juillet sur la place publique avec repas champêtre, attractions, loterie.
- Concert par Le Chœur Crescendo, chorale d'Amiens, le 23 septembre 2011 à 20h 30 en l'église de Querrieu
- Exposition La fibre textile les 13, 14 et 15 février 2012, en la salle des fêtes : matériels de tissage et de bonneterie, plaques anciennes de gaufrage du velours, reproduction sur toile d'un article de presse sur la bonneterie à Querrieu.

### Santé

#### Historique

##### Maladrerie
La maladrerie de Querrieu était placée sous le vocable de Sainte-Marie-Madeleine ; elle existait dès l'an 1182. Cet établissement occupait la pointe de terrain comprise entre la route d'Amiens et le chemin d'Allonville ; ce lieu est encore appelé Saint-Ladre. Comme la plupart de ces fondations, la maladrerie de Querrieu disparut et ses biens furent donnés à la fabrique de l'église de Querrieu.

#### Peste de 1739

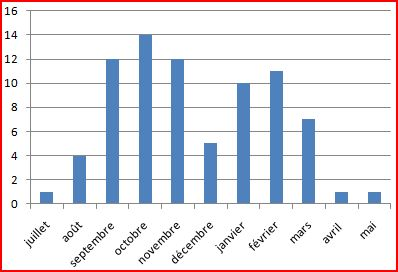
Mortalité à Querrieu au cours de l'épidémie de peste.

Le 18 août 1739, un charron de Querrieu décède d'une forte fièvre. Ce décès est suivi de ceux de quatre enfants. « les volailles commencent à mourir, elles aussi. Leur chair devient violette et se putréfie rapidement ». De cette date jusqu'en mars 1740, soixante dix-sept personnes de tous âges, décèdent sur une population d'environ trois cents habitants, la moyenne annuelle de 1745 à 1755 étant de quinze décès avec des écarts de plus ou moins cinq, avant de se stabiliser.
En 1742, du 21 mars au 11 avril, l'épidémie de peste réapparaît avec la mort de cinq enfants et celle du curé René Dupré, puis c'est le retour à la normale.
Au plus fort de l'épidémie, non seulement la quasi-totalité des volailles est morte, mais aussi quantité d'autres animaux domestiques. Les pauvres qui ne possédaient que quelques animaux se trouvèrent ainsi complètement démunis. À la requête de maître René Dupré, le Parlement arrêta que les riches seraient contraints de donner pour les pauvres. À Querrieu, ces pauvres « tant petits que grands » étaient alors au nombre de quarante-six. Il fallait leur donner 15 sols par semaine, soit l'équivalent d'un pain de pamelle de huit livres. De février 1741 jusqu'au mois d'août de la même année, les fermiers ont payé une moitié du blé en nature, l'autre moitié en argent au prix de 3 livres 5 sols le septier.
L'épidémie ne s'est pas développée simultanément dans les villages voisins ; ainsi, à Rainneville, c'est en 1741 qu'elle a été la plus meurtrière avec soixante dix décès,.

#### Choléra de 1832
Venant d'Asie et d'Europe de l'Est, une épidémie de choléra s'est abattue sur l'Angleterre en février et mars de l'année 1832. Le 15 mars on la signale à Calais. Elle sévit à Querrieu de mai à décembre. Au cours de cette période la mortalité est de cinquante et une personnes, dont François Louis de Gaudechart, marquis de Querrieu, pour une population de neuf cents habitants, le nombre annuel moyen de décès entre 1823 et 1842, étant de vingt et un.

#### Services de santé actuels
En 2012, la commune dispose d'une pharmacie et d'un cabinet médical comprenant trois médecins généralistes, deux kinésithérapeutes-masseurs et un pédicure.

### Sports

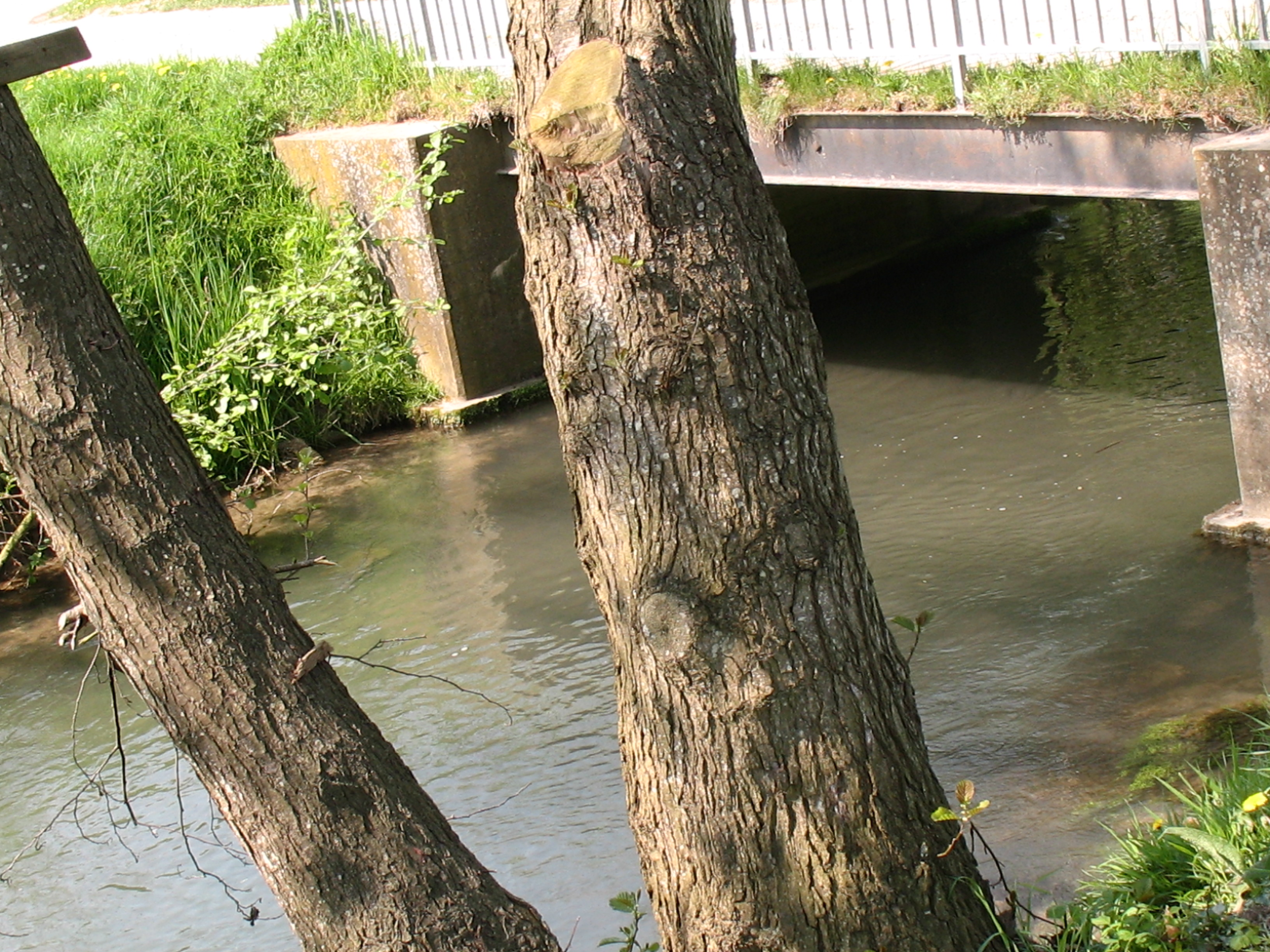
Pont sur l'Hallue, dit « pont des Anglais » permettant d'accéder au terrain de football.

Un terrain de football est créé en 1975 dans le marais communal de Querrieu. Depuis 1990, il est équipé de vestiaires et d'installations sanitaires. La gestion est assurée par les municipalités de Querrieu et de Pont-Noyelles.
L'association sportive Querrieu-Pont-Noyelles (ASQPN), est créée en 1961. Au début de 2009, l'équipe de football comptait 106 membres (43 seniors, 9 vétérans, 14 jeunes de 15 ans, 13 jeunes de 12 ans, 8 benjamins, 11 poussins et 8 débutants).
En 1989, deux courts de tennis ont été créés à la sortie du village, chemin d'Allonville.
Propriété du Golf club d'Amiens, le terrain créé en 1925, est situé au sud du bois de Querrieu. D'abord limité à neuf trous, il en possède dix-huit sur un parcours de 6 114 mètres, depuis 1977. Le nouveau club house, adapté au nombre important d'adhérents (590 [Quand ?]) et joueurs passagers, comporte toutes commodités.

### Cultes
Par ordonnance diocésaine créant les secteurs apostoliques et les nouvelles paroisses du diocèse d'Amiens, en date du 28 septembre 1997, l'ancienne paroisse de Querrieu, fait dorénavant partie du secteur « Trois Vallées » comprenant les nouvelles paroisses de « Sainte-Colette des Trois-Vallées », « Notre-Dame de l'Espérance » et « Saint-Martin de l'Hallue ».
Cette dernière regroupe les anciennes paroisses de Bavelincourt, Beaucourt-sur-l'Hallue, Béhencourt, Bussy_lès-Daours, Contay, Daours, Fréchencourt, Montigny, Pont-Noyelles, Querrieu, Saint-Gratien, Vadencourt et Vecquemont.
Le lieu de culte de cette paroisse à Querrieu est l'église Saint-Gervais-et-Saint-Protais.

## Économie

### Revenus de la population et fiscalité
En 2009, le revenu fiscal médian par ménage était de 22 000 €, ce qui plaçait Querrieu au 3 050e rang parmi les 31 604 communes de plus de 50 ménages en métropole.

### Agriculture

#### Propriété terrienne
En 1789, les principaux propriétaires terriens sont : le marquis de Querrieu, l'abbaye de Saint-Vaast d'Arras, les établissements religieux d'Amiens, la fabrique paroissiale, le curé de la paroisse et une dizaine de bourgeois d'Amiens. Laboureurs et ménagers se partagent les propriétés restantes d'une superficie approximative de 500 journaux (200 hectares).
Les laboureurs sont des paysans qui possèdent et (ou) louent des terres et qui ont les moyens matériels de les cultiver (outillage et animaux de trait). Les ménagers « el tchott pratique » possèdent ou louent des terres, mais font exécuter les gros travaux par des laboureurs auxquels, en retour, ils apportent leur main d'œuvre ; ils exercent fréquemment une activité secondaire : artisanat, petit commerce ou travaux textiles à domicile.
Au cours de la période révolutionnaire et par l'utilisation des assignats les terres d'Église, déclarées biens nationaux, ont été vendues au profit de la Nation.
En 1802, les 1 990 journaux (800 hectares) de terres labourables du terroir, sont divisées en 1 087 parcelles réparties entre 165 propriétaires.
En 1899, les 1 003 hectares de la commune se répartissent en : 800 hectares de terres labourables, 120 hectares de bois, cinq hectares de prés, cinq hectares de jardins, deux hectares de vergers, deux hectares de terrains négligés, neuf hectares de plans d'eau et rivière, vingt-neuf hectares de terrains non agricoles.

#### Cheptel

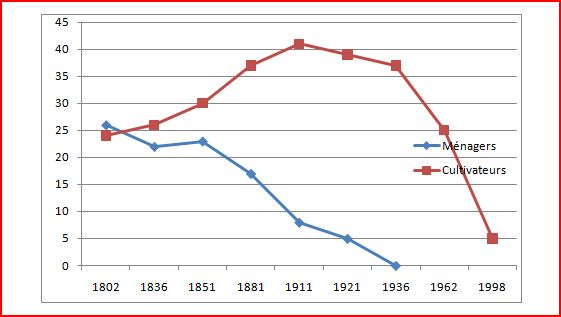
Cultivateurs et ménagers à Querrieu de 1802 à 1998.

En 1866, le cheptel communal est de 123 chevaux, 39 ânes, 238 bovins, 950 moutons, 48 porcs, 23 chèvres et 158 ruches.
En 1899, il se compose de 150 chevaux dont 45 juments poulinières, 300 bovins dont 180 vaches laitières, 70 porcs, 20 chèvres, 750 moutons et 115 ruches.

#### Cultivateurs et ménagers
Au milieu du XIXe siècle, des ménagers vendent leurs terres pour aller vers la ville et ses emplois industriels. Cet exode provoque une diminution progressive de ce mode d'exploitation, qui finira par disparaître en 1936.
D'autres ménagers développent leurs exploitations et deviennent des cultivateurs dont le nombre croît jusqu'au début du XXe siècle, pour décroître ensuite rapidement avec la mécanisation des cultures, dont la rentabilité nécessite de disposer de superficies de plus en plus grandes.

#### Main-d'œuvre agricole
Journaliers, domestiques et ouvriers agricoles constituent la main-d'œuvre des agriculteurs. 
Les journaliers ne sont pas attachés à une exploitation ; ils peuvent travailler occasionnellement dans une autre activité : extraction de la tourbe, artisanat... 
Les domestiques, ou commis, sont logés dans les exploitations ; ils y effectuent les travaux quotidiens tels que : traite des vaches, alimentation et nettoyage des animaux et des étables...
Les ouvriers agricoles sont attachés à une exploitation mais n'y résident généralement pas ; c'étaient le plus souvent des charretiers, aujourd'hui conducteurs d'engins.

### Textile

#### Fabrication de bas au métier
Utilisant le métier inventé en 1589 par William Lee, la fabrication des bas s'est développée à Amiens avec des laines de haute qualité, imposées par la corporation des tisseurs.
Pour contourner ces règles et produire à moindre coût, une famille de faiseurs de bas au métier s'installe à Querrieu vers le milieu du XVIIIe siècle. La laine est issue de l'élevage local, le cardage, le peignage et la filature sont effectués par des artisans du village. En 1836, on dénombre 11 faiseurs de bas au métier.

#### Tricot

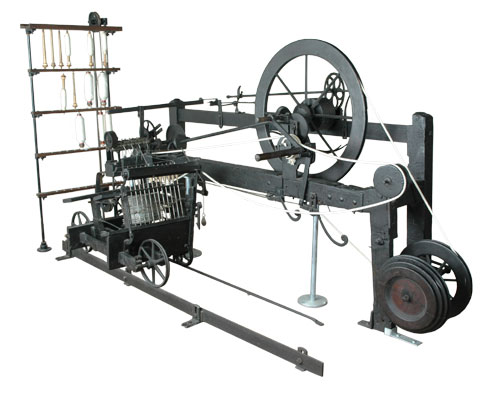
Machine à filer : Mule-jenny.

Vers 1850, des ateliers de bonneterie, utilisant des machines à tricoter Mule-jenny d'origine anglaise, sont créés à Querrieu.
En 1881, quatre-vingt-dix-huit tricoteurs ou tricoteuses en atelier ou à domicile sont recensés dans la commune.
Le dernier atelier ouvert en 1925, utilise des machines entraînées par des moteurs électriques. Il cesse toute activité en 1950.

#### Confection de vêtements
Un atelier de confection de vêtements est créé en juillet 1859. En 1966, il s'installe dans les bâtiments d'une ancienne grande exploitation agricole, au centre du village. En 1980, l'entreprise spécialisée dans la confection de vêtements de travail, emploie 138 personnes à l'atelier et 38 à domicile.
Actuellement, incorporée dans un groupe important, l'entreprise en est devenue la plate-forme logistique. Sur 7 000 m2 d'entrepôts, elle assure l'étiquetage, l'encodage et l'expédition des vêtements de travail et de loisirs produits dans les usines du groupe (365 000 articlles au cours de l'année 2007).

### Commerce, artisanat
- La Poste, ouvert 4 jours par semaine
- Boulangerie-pâtisserie
- Bar-tabac
- Restaurant
- Alimentation générale
- Garage automobile, vente, réparations
- Entreprise de maçonnerie
- Entreprise de terrassement
- Fleuriste
- Salon de coiffure
- Institut de beauté.

### Métiers d'Art

#### Ennoblissement des velours

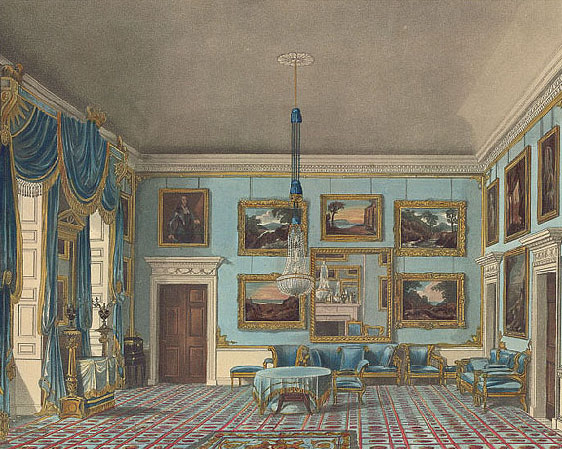
Salon velours bleu, à Buckingham House.

Venant d'Amiens, un atelier pouvant recréer les velours façonnés des garnitures de mobilier des XVIIIe et XIXe siècles s'est implanté à Querrieu.
Le procédé d'ennoblissement consiste à transformer des velours unis et écrus en velours colorés et décorés de motifs, en relief ou non, après tissage. Les équipements réalisés permettent de produire avec la perfection du rendu du XVIIIe siècle, des velours imprimés en relief. Les velours patinés à la main ont été recréés à partir des archives des velours d'Utrecht. Les velours sculptés sont réalisés grâce à une double teinture fortement contrastée effectuée sur un même velours entre le poil et le dossier, un gaufrage à chaud puis des ciselages successifs faisant réapparaître l'opposition des couleurs.
L'atelier travaille pour des professionnels et des particuliers particulièrement exigeants quant à l'authenticité des restaurations ; il compte notamment à son actif des interventions pour le Mobilier national : un velours de soie pour un salon Jacob meublant le palais Farnèse, et pour la salle du trône de la Couronne des Pays-Bas.

## Culture locale et patrimoine

### Lieux et monuments
Des monuments ou objets de Querrieu, sont :
- classés ou inscrits monuments historiques,
- inscrits à l'Inventaire général du patrimoine culturel.

#### Chapelle Sainte-Croix
La chapelle Sainte-Croix avait été fondée par Bernard de Querrieu et la donation confirmée par l'évêque d'Amiens en 1238 ; elle consistait en vingt-sept journaux de terre, dont la rente était affectée à la desserte d'une chapelle dans l'enceinte de la maison du donateur. Mises en vente au titre de biens nationaux, les terres restèrent toutefois en possession du ci-devant seigneur.

#### Prieuré Saint-Gervais
Un lieu-dit « Fosse Saint-Gervais » ou « Moutier Saint-Gervais », situé en bordure du chemin de Querrieu à Fréchencourt (tronçon désaffecté depuis 2006) rappelle l'existence d'un prieuré à cet emplacement. Ce prieuré, relevant de l'abbaye de Saint-Vaast, aurait été abandonné et ruiné lors de la confiscation des biens de l'abbaye par l'autorité royale en 1595 (rendus à l'abbaye peu de temps après). Des vestiges de la construction étaient encore visibles pendant la première moitié du XXe siècle.

#### Château

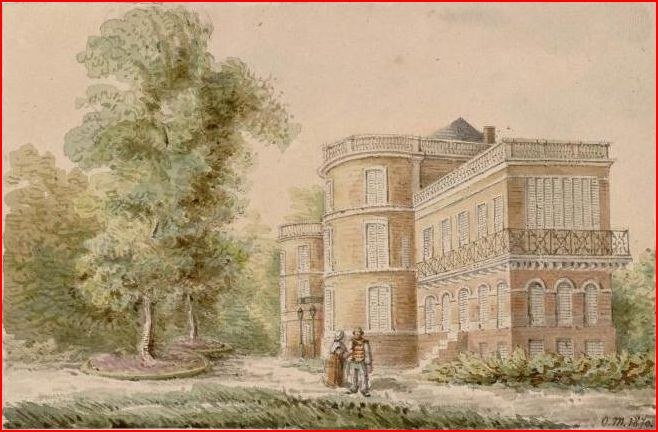
Le château de Querrieu ; aquarelle de Oswald Macqueron, faite d'après nature le 7 juin 1870.

La plus grande partie des décors intérieurs date du XIXe siècle, en particulier les lambris des pièces de réception du rez-de-chaussée (salle à manger, grand salon, petit vestibule, petit salon) et des parquets en marqueterie.
Le château est inscrit Monument historique depuis le 1er décembre 1998, après avoir été inscrit à l'inventaire général du patrimoine culturel le 12 janvier 1988.

#### Presbytère
En 1740, l'abbé René Dupré fait construire un presbytère en face de l'église. Laissé à l'abandon pendant la période révolutionnaire, il est en 1802, remis par la municipalité en état d'être décemment habité. Des travaux sont effectués en 1811 pour un montant de trois mille francs. En 1838, la couverture en paille est remplacée par une couverture en tuiles. En 1859, un nouveau presbytère est construit à l'emplacement du précédent. Selon les stipulations de la loi de Séparation de 1905, le presbytère est mis en location puis vendu à un particulier.
Cet ancien presbytère est inscrit à l'inventaire général du patrimoine culturel de la France depuis le 11 septembre 2001.

#### Ferme
Les bâtiments de la ferme désaffectée depuis 1963, sise 1 rue Neuve, sont inscrits à l'inventaire général du patrimoine culturel de la France depuis le 11 septembre 2001.

#### Maison avec atelier textile
Ce bâtiment, sis 5 rue Neuve, dont l'atelier de bonneterie a été désaffecté vers 1920, est inscrit à l'inventaire général du patrimoine culturel de la France depuis le 11 septembre 2001.

#### Maison de 1735
Ce bâtiment, sis sur la route nationale, no 20, est l'un des plus anciens de la commune, il est inscrit à l'inventaire général du patrimoine culturel de la France depuis le 11 septembre 2001 (bâtiment démoli en 2011).

#### Cimetière
Le cimetière est créé en 1859 sur un terrain donné par Raoul de Gaudechart dernier marquis de Querrieu, en remplacement de l'ancien qui s'étendait autour de l'église. 

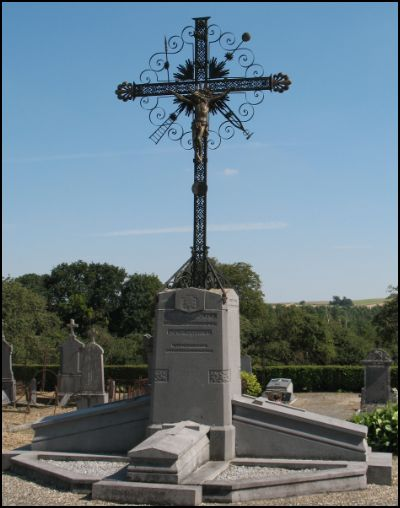
Monument central du cimetière.

Le monument central est composé d'une stèle en pierre flanquée de quatre tombeaux disposés en croix et surmontée d'un calvaire en fonte du XIXe siècle (première inhumation : abbé Alphonse Grebet, curé de Querrieu, décédé le 5 décembre 1881).
Une chapelle funéraire fermée, en granit des Ardennes et autel de marbre blanc, y a été réalisée en 1894 par le marbrier Rembaux-Slotte d'Aulnoye, Nord. Sa façade ouest, encadrée par deux colonnes d'inspiration corinthienne, supporte un linteau où figure l'inscription familiale. Ce linteau est coiffé d'un fronton décoré de guirlandes, de palmes et d'une croix. Chacune des faces latérales porte un oculus quadrilobé de verres colorés. Le côté est, est ouvert depuis 1985, par une petite baie en simple verre cathédrale, remplaçant un vitrail en verres de couleur.
Ce cimetière est inscrit à l'inventaire général du patrimoine culturel de la France depuis le 11 septembre 2001.

#### Moulin à eau

##### Des origines à la Révolution

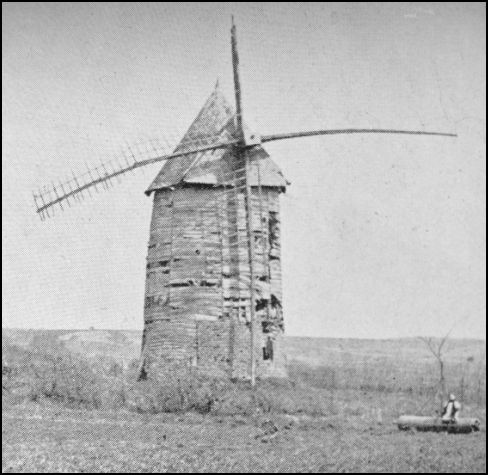
Le dernier moulin à vent de Querrieu en 1911.

Le moulin à moudre le blé, installé à Querrieu sur la rive droite de l'Hallue, est connu depuis le XIIIe siècle par des chartes réglant les rapports entre la seigneurie de Querrieu et celle du village voisin de Pont pour son utilisation, les redevances et obligations. Aux termes de ces chartes, la population roturière de Pont doit moudre son grain au moulin banal de Querrieu et il lui est interdit de vendre du pain dont la farine n'en sort pas. Jusqu'à la Révolution de 1789, les contestations et litiges ont été réglés par transactions ou par des procès entre les seigneuries.
En 1792, « le moulin à bled, tournant et travaillant » est loué par le représentant du ci-devant seigneur, moyennant 2 000 livres de redevance annuelle, mais ce bail est abandonné à l'expiration de la période de trois ans. Plusieurs meuniers vont se succéder sans bail, au moulin de Querrieu qui, n'ayant plus le monopole de la meunerie, est concurrencé par trois moulins à vent installés sur les hauteurs du village, dont le dernier ne sera démoli qu'en 1916.
Aucune réparation importante n'ayant été effectuée au cours de la période révolutionnaire, le moulin à eau sur l'Hallue est presque en ruine, lorsqu'en 1812 le propriétaire, ci-devant seigneur, encouragé par le renouveau de l'activité agricole, fait effectuer les travaux nécessaires à son fonctionnement.

##### Le moulin en 1812

###### Ensemble
Le moulin est un bâtiment en briques de dix mètres sur six, couvert en tuiles. L'ensemble qui abrite le mécanisme constitue la cage du moulin. Le cours de la rivière d'Hallue a été relevé pour créer une réserve d'eau nécessaire à l'entraînement de la roue. Le meunier dispose de vannes dites vannes de fond, permettant de dériver une partie des eaux vers la Sybirre.

###### Mécanismes

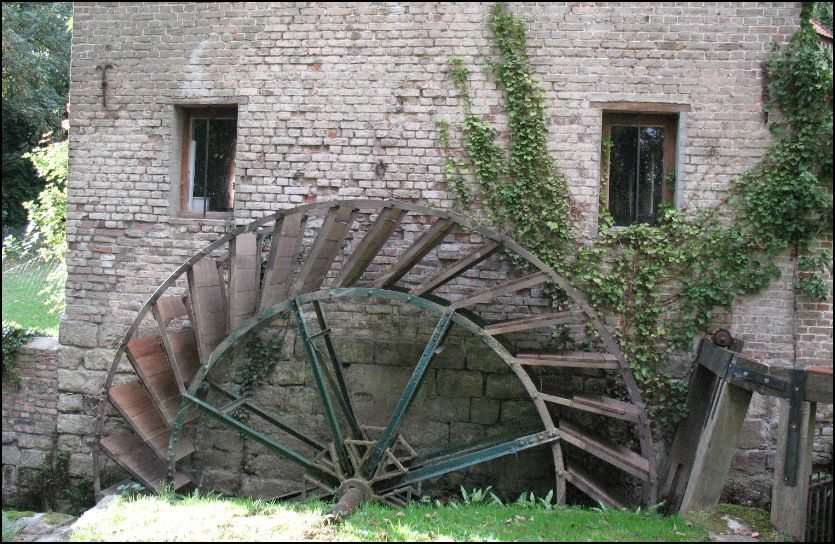
La roue du moulin sur l'Hallue.

Des mécanismes sont entraînés par la roue à l'intérieur de la cage du moulin. 
L'arbre entraîne un grand rouet, dont la couronne comporte quarante-huit alluchons ou dents latérales, dans lesquelles les fuseaux d'une lanterne sont engrenés. La lanterne à dix fuseaux est solidaire d'un arbre vertical en fer entraînant la meule courante. Le pivot inférieur de l'arbre tourne dans une crapaudine portée par un palier. L'arbre entraîne aussi un hérisson, petite roue dentée pouvant s'engrener dans les fuseaux d'une lanterne horizontale, solidaire de l'axe d'une bluterie tournante. L'engrènement est commandé par une bascule.
Le plancher des meules repose sur un beffroi fait de grosses poutres. Les meules sont au nombre de deux : une courante et une glissante. La meule courante composée de neuf pièces assemblées, est cerclée de fer ; elle comporte un œillard en son centre, dans lequel coule le grain à moudre. La meule glissante est composée d'un moyeu rond d'un seul morceau et de sept pièces autour, formant comme la précédente un ensemble cerclé de fer à deux clavettes.

###### Fonctionnement
Les meules sont alimentées en grain depuis le plancher supérieur où les sacs de blé sont hissés par un tire-sac, dont la poulie peut être engrénée sur le rouet. Le blé passe dans un tarare pour être débarrassé de la paille et de la poussière. Il s'écoule dans une trémie en forme de tronc de pyramide inversé. De la trémie, le grain tombe dans un auget placé au-dessus de l'œillard de la meule courante. L'auget peut être levé par un câble actionné à la main.
La meule courante peut être levée au moyen d'une bascule. L'écartement des meules est obtenu par des vis de réglage agissant sur le palier de la crapaudine. Pendant le meulage, la farine et les gruaux s'échappent à la périphérie des meules, entourées d'une cuve démontable couverte par des couverceaux, et s'écoulent par une anche dans le bluteau mouvant. De ce bluteau, la farine tamisée tombe dans la huche. Cette première farine est utilisée pour faire le pain blanc et la pâtisserie. Les gruaux sont, soit remontés pour subir une nouvelle mouture, soit passés au bluteau tournant pour en trier les différentes qualités. La farine de seconde mouture sert à faire le pain bis, qui est le plus consommé.

###### Meuniers
En 1812, un bail est passé avec le meunier qui fait fonctionner le moulin sans bail depuis 1803 en effectuant les réparations courantes, pour un montant annuel de 2 221,88 francs, représentant 2 250 livres Tournois.
Un nouveau bail est passé en 1818 avec le même meunier, le loyer étant porté à 2 466 francs, à payer à monsieur le marquis en son château, en bonnes espèces d'or ou d'argent et non en « papier monnoy », en quatre termes.
De père en fils, les meuniers de Querrieu seront de la même famille, jusqu'à la cessation de la meunerie, peu avant 1914.

#### Sucrerie
Ce bâtiment est inscrit à l'inventaire général du patrimoine culturel de la France depuis le 11 septembre 2001.

##### Situation
En avril 1874, sur le terroir de Querrieu, une fabrique de sucre de betterave dénommée La Sucrerie a été installée à proximité du croisement des chemins de Fréchencourt, Saint-Gratien, Rainneville, Cardonnette, Allonville et du village de Querrieu.

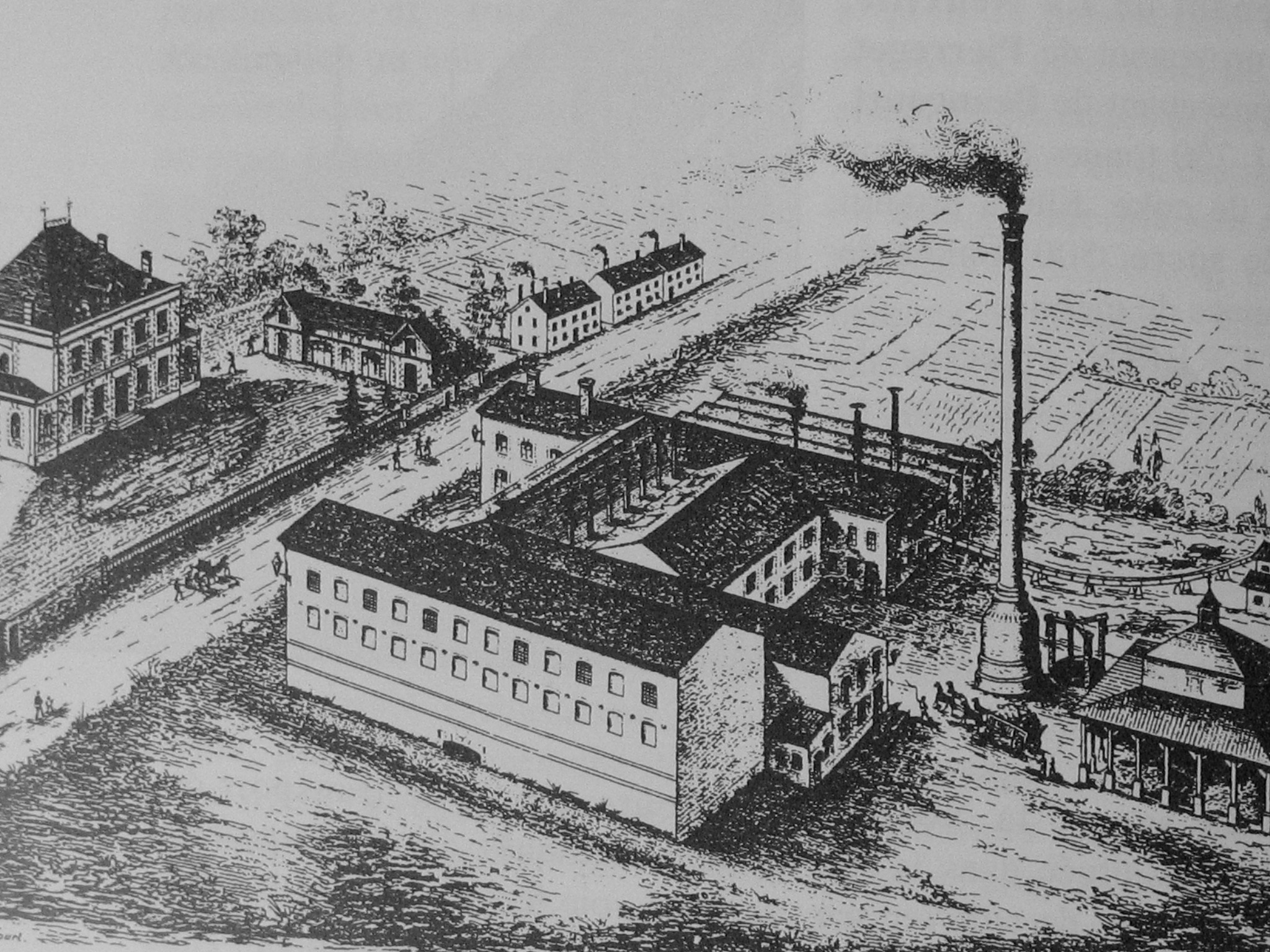
La sucrerie de Querrieu vers 1880.

Le site permet d'accéder directement aux producteurs de betteraves sucrières. Celles-ci sont réceptionnées et pesées sur place dans des bâtiments équipés de bascules, le transport étant effectué par l'entreprise avec des chariots à bœufs. Les produits finis : sucre, mélasse et pulpes sont transportés à la gare de chemin de fer de Corbie, à deux heures de route.
L'emplacement de l'usine a été également choisi pour permettre le pompage de grandes quantités d'eau dans une nappe phréatique à faible profondeur.

##### Pompage et rejet des eaux
Une locomobile de sept chevaux-vapeur, actionne des pompes sur deux puits. L'eau est utilisée au lavage des betteraves et au refroidissement de condenseurs. Elle est rejetée dans l'Hallue à une distance de 1 400 mètres par un fossé à ciel ouvert. Le rejet des eaux de lavage est important mais discontinu. Le débit des eaux de refroidissement est de 1 200 à 1 500 mètres cubes par jour.
Le 5 janvier 1875, le maire de Querrieu craignant une pollution avec des conséquences sur la faune et la flore aquatique, les activités économiques et la consommation animale, demande au Préfet que l'autorisation de déverser des eaux usées dans l'Hallue soit refusée. Les municipalités de Bussy et de Daours, s'associent aux plaintes de Querrieu.
En l'absence de preuves formelles de pollution et sur avis de la commission syndicale de l'Hallue, le préfet autorise le déversement à titre provisoire, autorisation qui sera prorogée d'année en année.

##### Production
La production se décompose en trois phases :

##### Phase mécanique
Une machine à vapeur de trente-cinq chevaux-vapeur, commande par deux séries de transmissions un élévateur et un laveur de betteraves, l'atelier de râperie, des pompes à jus, à mélasse et à pulpes.
Après le lavage, les betteraves sont râpées dans un coupe-racines pour être transformées en cossettes. Les cossettes sont pressées pour obtenir un jus sucré chargé de sel et de mucilage. Le résidu du pressage est la pulpe.

###### Phase chimique
Du noir animal est introduit dans le jus porté à la température de 80°, pour en éliminer les matières colorantes. De la chaux, produite par un four installé à proximité des ateliers, est ajoutée pour neutraliser les acides. De l'acide sulfurique est introduit pour transformer l'excès de chaux en sulfates, formant l'écume et les dépôts terreux.
Le liquide décanté, est un sirop de sucre.

###### Phase physique
Le sirop passe dans une batterie de condenseurs où l'évaporation est activée par un refroidissement rapide provoqué par une importante circulation d'eau froide. Une autre machine à vapeur, actionne une soufflerie à air chaud produit par deux calorifères. L'ensemble peut évaporer 2 500 hectolitres de jus par jour.
L'évaporation du sirop, transforme celui-ci en égout cristallisable, façonné dans des moules en vue de sa commercialisation. Le dernier égout non cristallisable est la mélasse.
En 1876, la production a été de 800 tonnes de sucre, 500 tonnes de pulpes et 400 tonnes de mélasse.

##### Personnel
Un hameau a été créé à proximité de l'usine : un chalet pour le gérant, huit maisons ouvrières pour un contremaître, un surveillant, un comptable, deux chauffeurs, un cuiseur, un maçon et quatre ouvriers.
Les ouvriers saisonniers peuvent prendre pension dans une auberge proche du hameau.

##### Cessation des activités
Éloignée de toute voie ferrée ou fluviale, et ayant à faire face aux protestations des communes dont les chemins sont défoncés par ses lourds chariots à la mauvaise saison malgré le versement d'une subvention industrielle pour en faire réparer les dégâts, la Sucrerie ne peut accroître ses activités.
Concurrencée par des exploitations plus importantes, utilisant de nouvelles techniques de production plus rentables, la société est déclarée en faillite le 27 septembre 1883 par le tribunal de commerce d'Amiens.
Reprise par l'un des actionnaires, elle fonctionnera encore jusqu'en 1890, avant de cesser toute activité.

#### Monument aux morts de la guerre 1914-1918

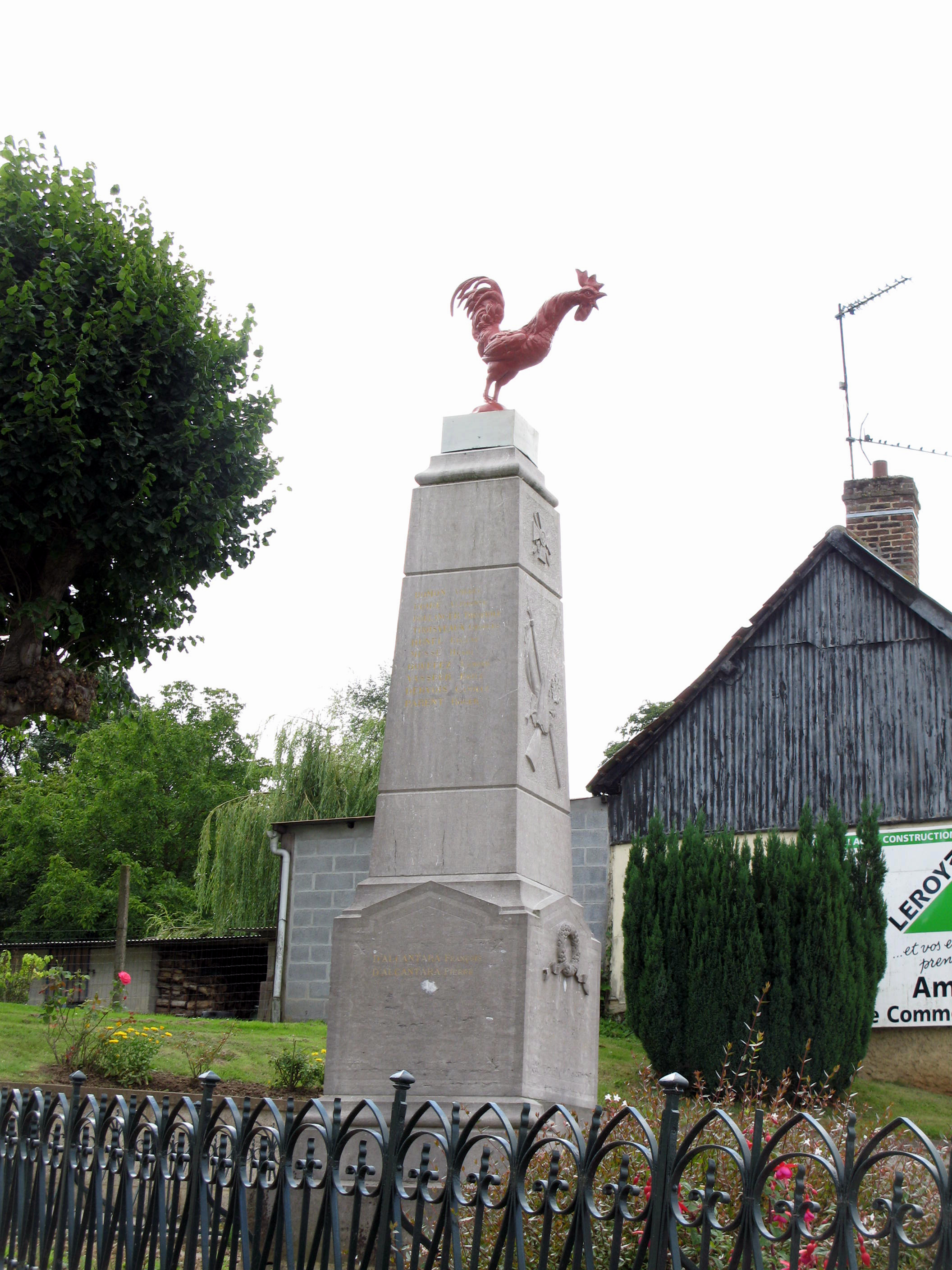

En 1921, un monument aux soldats de Querrieu morts au cours de la guerre est érigé à l'entrée de la place publique, au bord de la route. Le monument en granit des Ardennes, de forme pyramidale tronquée, d'une hauteur de quatre mètres et d'une largeur d'un mètre vingt à la base, est surmonté d'un coq doré.

#### Camping municipal
Le terrain de camping, classé 2 étoiles avec Mention Loisirs, est installé dans le marais communal. Il offre 100 places entourées de 15 hectares de plans d'eau, bordés d'une rivière. Celui-ci ferme fin  2017

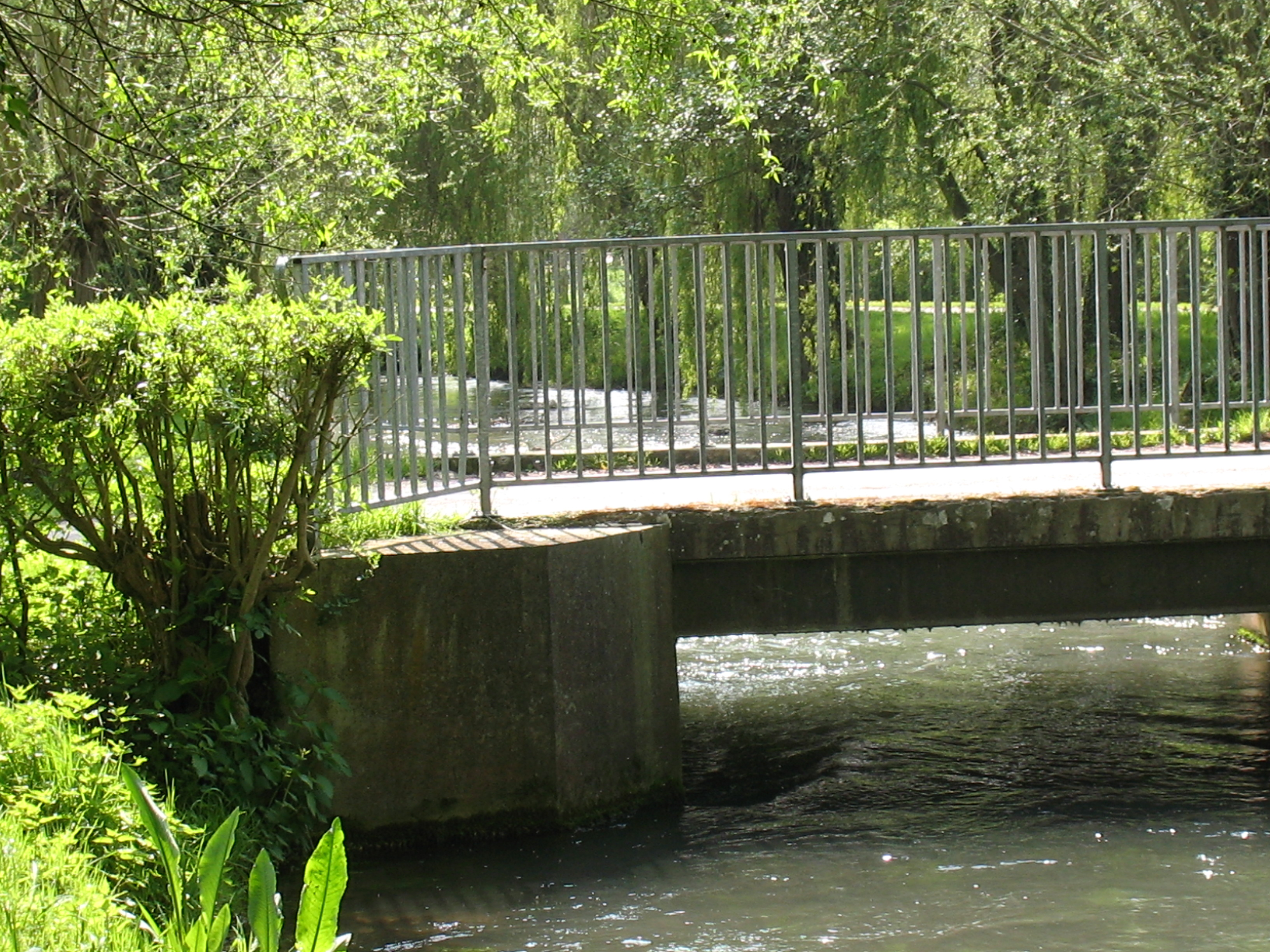
Le pont dit « pont à Vaches », actuellement entrée principale du camping municipal.

### Patrimoine culturel
L'Avenir musical de Pont-Noyelle-Querrieu est une harmonie créée en 1976. Elle était composée de douze musiciens en 1997 et de vingt-deux en 1998 : cinq saxo-alto, un saxo-ténor, trois tubas, six flûtes traversières, trois clarinettes, deux trompettes, un cornet, une percussion.

### Personnalités liées à la commune

#### Jacques de Longroy, seigneur de Querrieu
Jacques de Longroy, seigneur de Longroy, Prouzel, Hallencourt, devenu seigneur de Querrieu vers 1373, par suite de son mariage avec Marie de Querrieu, fille d'Isaac de Querrieu, était chevalier, lieutenant du capitaine général de Picardie, conseiller et chambellan des ducs de Bourgogne : Philippe-le-Hardi qui lui donna une rente de trois-cents livres comme récompense de ses services, le 20 mai 1398 et Jean-sans-Peur, qui lui donna un cheval de bataille en 1405 ainsi que mille écus d'or le 11 novembre 1407. Homme d'armes de Jean de Luxembourg, il participa en 1412 à la bataille de Saint-Remy-du-Plain. À la tête de mille cinq cents hommes d'armes il tenta une entreprise qui échoua sur Guînes en 1412, mais l'année suivante, à la tête de trois cents lances et six cents archers, il reprit Guînes aux Anglais. En 1414, il fut nommé capitaine d'Ardres et des pays environnants. Le 25 août 1415, il amena à la bataille d'Azincourt les milices communales du Boulonnais. Pour protéger la retraite du Dauphin de France, futur roi Charles VII, il fut investi du commandement de l'arrière-garde et fut tué dans la bataille.

#### Jehan II de Brimeu, seigneur de Querrieu

Blason de la famille de Mailly.

Seigneur d'Humbercourt et de Querrieu, conseiller et chambellan du duc de Bourgogne, chevalier de la Toison d'or, épousa Marie de Mailly. En 1429, il prit part à des combats victorieux contre les Français. La même année, il bouta dehors Saint-Denis les troupes du Dauphin qui venaient de s'en emparer. En 1432, il fut gouverneur de Saint-Valery pour les Anglais et les Bourguignons. En 1435, il accompagna Philippe le Bon duc de Bourgogne à Arras, lors de la signature du traité de paix avec Charles VII roi de France, et il fut chargé par le duc de réprimer l'insurrection qui avait éclaté à Amiens lorsqu'il prit possession de la ville ; Jehan de Brimeu, aidé du sire de Saveuse, du sire de Croÿ et du comte d'Étampes eut vite fait de réduire au silence les fougueux Amiénois. Il n'eut qu'un fils Guy, qui lui succéda en 1441.
Les armes de la famille de Brimeu : trois aigles de gueules becquées et membrées d'azur.

#### Guy de Brimeu, seigneur de Querrieu

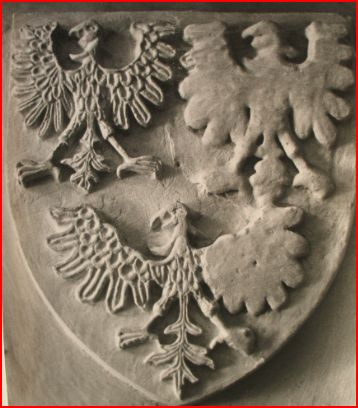
Écu de Guy de Brimeu.

Guy de Brimeu, seigneur d'Humbercourt et de Querrieu, comte de Megen, chevalier de l'ordre de la Toison d'or. En mars 1462, il épouse Anthoine de Rambures, fille de Jacques de Rambures et de Marie-Antoinette de Berghes. Il participe à de nombreuses actions militaires et diplomatiques au service de Charles le Téméraire. En 1452, il prend part à l'expédition organisée contre les Gantois révoltés. Attaché à la personne du comte de Charolais (futur duc de Bourgogne Charles le Téméraire), il entre avec lui à Paris en 1461, en qualité de capitaine de ses archers. Nommé avoué de Liège en 1466, il est rapidement obligé de se retirer à la suite d'une insurrection des Liégeois. Il fut fait prisonnier par les mêmes Liégeois l'année suivante et parvint à se racheter en payant une grosse somme d'argent à celui qui l'avait arrêté. En 1475, il fait prisonnier Louis de Luxembourg-Saint-Pol, à qui il avait voué une haine mortelle, et le livre à Louis XI. La même année, il est nommé conservateur de la trêve marchande pour le pays de Namur et de Liège.
Après la mort de Charles le Téméraire, le 9 janvier 1477, Guy de Brimeu fut accusé de trahison au profit du roi de France, Louis XI. Il fut décapité à Gand le 3 avril 1477, malgré les supplications de sa grande amie[pas clair], Marie de Bourgogne, fille et héritière de Charles le Téméraire. Marie de Bourgogne fit revenir le corps de Guy de Brimeu à Arras pour le faire enterrer dans l'église cathédrale, où son tombeau était déjà érigé. Sa pierre tombale, retrouvée en 1849, est déposée au musée de la ville d'Arras.
Son fils, Adrien de Brimeu, seigneur d'Humbercourt, Querrieu, comte de Megen, au service du roi François 1er, fut tué le 14 septembre 1515 à la bataille de Marignan.

#### Lieutenant Général Sir William Ridell Birdwood
Commandant du Corps australien sur le front ouest, le Lieutenant Général Sir William Ridell Birdwood, vient en repos au château de Querrieu après les combats meurtriers de Bullecourt les 11 avril et 3 mai 1917. Il y demeure jusqu'à sa nomination en juin au commandement de la 5e armée britannique.

### Héraldique, logotype et devise
| Blason de Querrieu | Blason  | De gueules au lion d'argent ; à la bordure d'argent chargée de neuf merlettes de gueules. |
| Blason de Querrieu | Détails | Le statut officiel du blason reste à déterminer.                                          |

## Pour approfondir